# Бруклинский мост
Бру́клинский мост (англ. Brooklyn Bridge) — один из старейших висячих мостов в США, его длина составляет 1824 м, он пересекает пролив Ист-Ривер и соединяет Бруклин и Манхэттен в городе Нью-Йорке. На момент окончания строительства он являлся самым длинным висячим мостом в мире и первым мостом, в конструкции которого использовались стальные проволочные канаты. Первоначальное название — Мост Нью-Йорка и Бруклина. В 1915 году за мостом официально было закреплено его текущее название.
По мосту осуществляется как автомобильное, так и пешеходное движение — вдоль он разделён на три части. Боковые части используются автомобилями и велосипедистами, а средняя, на значительном возвышении, пешеходами.
В 1964 году мост был внесён в список Национальных исторических памятников США, а в 2017 году был включён в предварительный список Всемирного наследия ЮНЕСКО. На сегодняшний день мост остаётся транспортной артерией, соединяющей два крупнейших района мегаполиса, а также популярным местом отдыха для гостей и жителей Нью-Йорка. Благодаря рекламе и многочисленным произведениям искусства считается одним из символов города.

## Название
Современное название моста сложилось не сразу. В XIX веке Нью-Йорк и Бруклин развивались как два самостоятельных города, и бруклинцы, в большей степени заинтересованные в переправе, желали видеть в названии связь с крупнейшим мегаполисом страны. На стадии обсуждения и в начале строительства будущий мост называли Имперским (Empire Bridge), Бруклинским (Brooklyn Bridge), Великим (Great East River Bridge или Great Suspension Bridge), иногда «мостом Рёблинга» (Roebling Bridge). Сам Джон Рёблинг, занимавшийся проектированием этого сооружения, называл его Ист-Ривер-бридж (East River Bridge), и пресса охотно соглашалась с этим вариантом.
В разгар строительства, 5 июня 1874 года, когда объект получил статус дороги общего пользования, в документах штата появилось его первое официальное наименование: Мост Нью-Йорка и Бруклина (The New York and Brooklyn Bridge). 26 января 1915 года — уже после того, как Бруклин, Куинс, Бронкс и Статен-Айленд вошли в состав Большого Нью-Йорка, — за сооружением закрепилось его нынешнее название: Бруклинский мост (Brooklyn Bridge).

## Описание
Бруклинский мост — наиболее ранний пример висячего моста, построенного с использованием стальной оцинкованной проволоки. Помимо вертикальных тросов, характерных для классического подвесного сооружения, включает в себя косые оттяжки, что делает его родственным с вантовыми мостами. Сооружение соединяет острова Манхэттен и Лонг-Айленд, пересекая пролив Ист-Ривер в границах города Нью-Йорка. Полная длина составляет 1834 м. Со времени постройки в 1883 году и до того момента, когда в 1903 году был закончен и открыт Вильямсбургский мост, Бруклинский оставался самым длинным висячим мостом в мире.
Мост простирается далеко за пределы береговой линии: его большая часть пролегает над сушей. Сооружение имеет четыре опоры: две промежуточные — пилоны, и две анкерные. Основной, полностью надводный, пролёт занимает промежуток между пилонами — его длина 486,2 м, максимальная высота над проливом 41,1 м . Между башнями и анкерными опорами расположены боковые, частично надземные, пролёты — их длина 283 м каждый. Наконец, к анкерным опорам ведут так называемые подходы — въезды и развязки.

### Пилоны

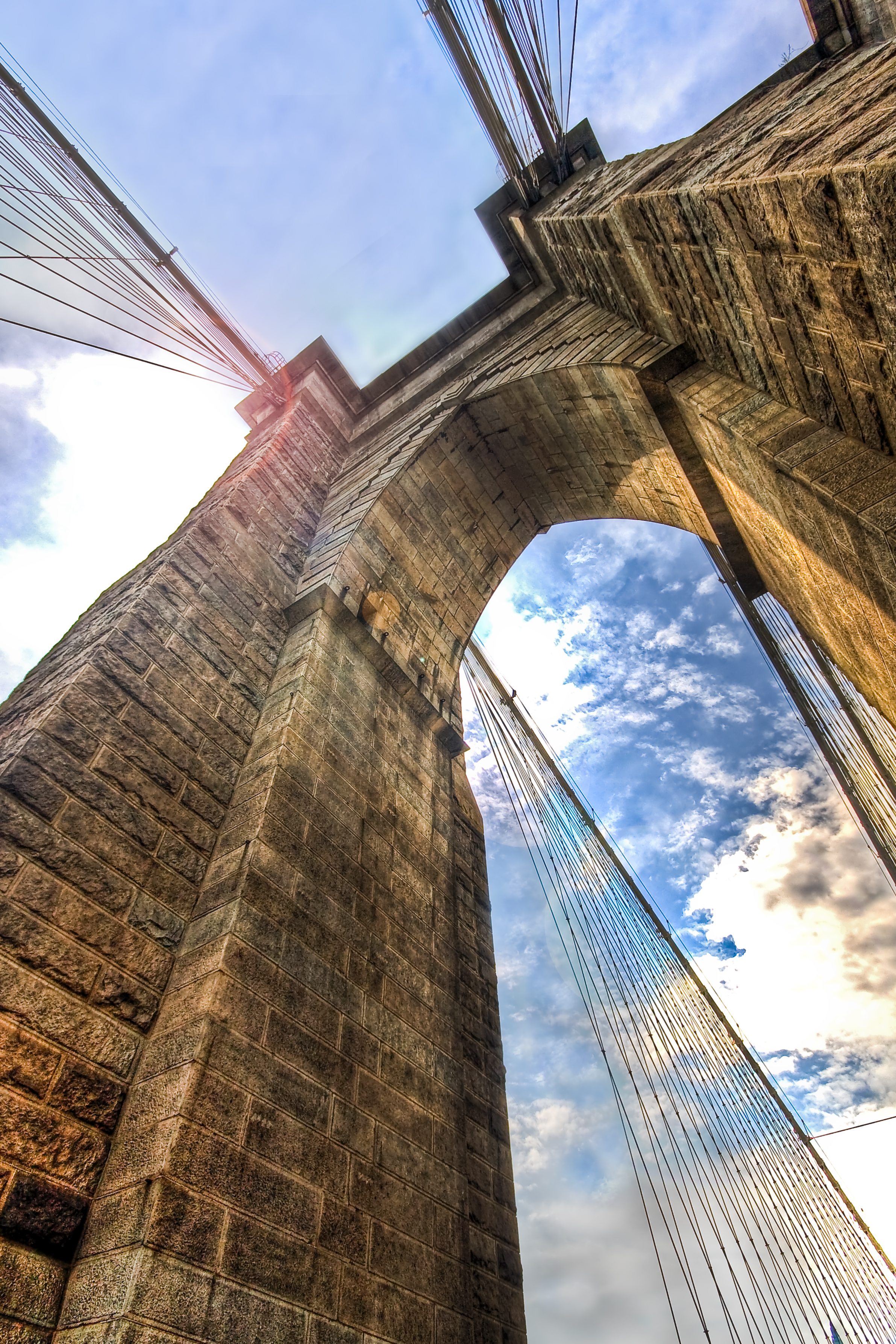
Частично отшлифованные гранитные блоки пилонов

Пилоны в виде каменных башен со сдвоенными стрельчатыми арками в неоготическом стиле — одна из наиболее узнаваемых деталей Бруклинского моста. Возвышаясь над водой на 84,3 м, они изначально служили архитектурной доминантой Нью-Йорка и Бруклина, заметно возвышаясь над всеми другими постройками, за исключением шпиля Церкви Троицы. Оба пилона установлены посреди воды, их фундаменты уходят в донный грунт на несколько десятков метров. Подводная часть башен сложена из известняка с каркасом оставшихся со времени строительства кессонов, надводная — из гранитных блоков с добавлением природного цемента в качестве связующего материала. Дополнительную устойчивость сооружениям придают контрфорсы — вертикальные выступы по всей высоте пилонов, вследствие чего их поперечное сечение имеет зубчатые очертания. Сквозь каждую арку проложено дорожное полотно с направлением в ту или иную сторону, а также пешеходная дорожка. На вершинах башен установлены литые чугунные формы с канавками — так называемые подушки, на которые укладывают канаты, поддерживающие основной пролёт.
В январе 2024 года Департамент транспорта Нью-Йорка объявил об окончании работ по введению новой системы освещения моста. С этого месяца 56 новых светодиодных фонарей подсвечивают башни пилонов.

### Анкерные опоры
На берегах Ист-Ривер установлены анкерные опоры — гранитные сооружения в виде усечённых пирамид с высокими парными арками, предназначенные для закрепления несущих канатов. Их высота — около 27 м — сравнима с высотой восьмиэтажного здания. Площадь опор в основании 39 × 36 м, на вершине 36 × 32 м. Масса опор превышает 54 тыс. тонн. Опора со стороны Манхэттена опирается на отложения гнейса, со стороны Бруклина — на глинистый грунт.
Канаты с помощью муфт крепятся к цепочке кованых железных стержней с проушинами, а те, в свою очередь, по дуге закругляются книзу и в основании башен удерживаются анкерным пластинами. Пластины, по одной на каждый несущий канат, представляют собой 20-тонные чугунные плиты, сложенные на уровне земли. Анкерные стержни имеют разную длину в зависимости от положения, в среднем около 3,7 м.

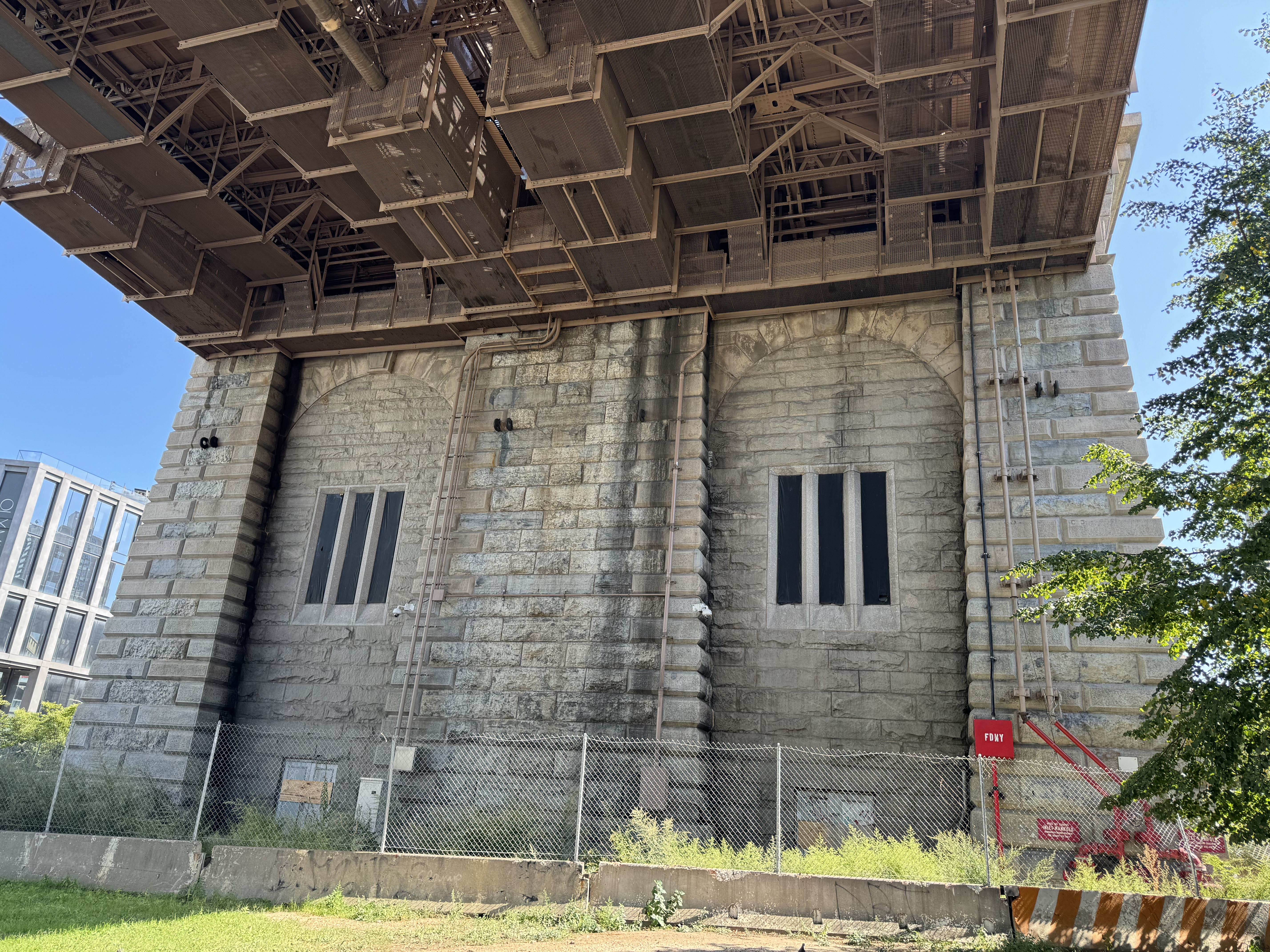
Анкерная опора в Бруклине

Начиная с 1876 года, правительство Нью-Йорка предоставило в аренду подвальные помещения манхэттенской опоры и прилегающего к ней подхода. В частности, там длительное время находились винные погреба частных компаний, поскольку отсутствие циркуляции воздуха способствовало поддержанию постоянной температуры 16 °C. Корреспондент газеты Pittsburgh Post-Gazette, побывавший в подвалах в 1934 году, вскоре после отмены сухого закона, обнаружил на стенах многочисленные надписи на французском, немецком и итальянском языках. В частности, на дверях в помещения висели названия французских улиц: Avenue Sichel Bordeaux, Avenue Les Deux Oefs, Avenue Regoud, и Avenue Des Chateaux Haut Brion. На рубеже 1980-х — 1990-х годов помещения опоры стали протекать, и в них произвели ремонт. Позднее там начали хранить оборудование для технического обслуживания моста.
В 1994 году в одной из комнат случился пожар, и прибывшие на место происшествия полицейские обнаружили матрасы, телевизоры и другие вещи бездомных. После этого случая обитателей подземелья выгнали, большинство проёмов опоры и и прилегающего к нему подхода замуровали. В бруклинской опоре с 1983 по 2001 год проводился ежегодный фестиваль «Art in the Anchorage», организованный некоммерческой организацией Creative Time. В рамках фестиваля проводились художественные выставки и публичные чтения, играла музыка. После терактов 11 сентября эти помещения освободили и закрыли из соображений безопасности.

### Кабели

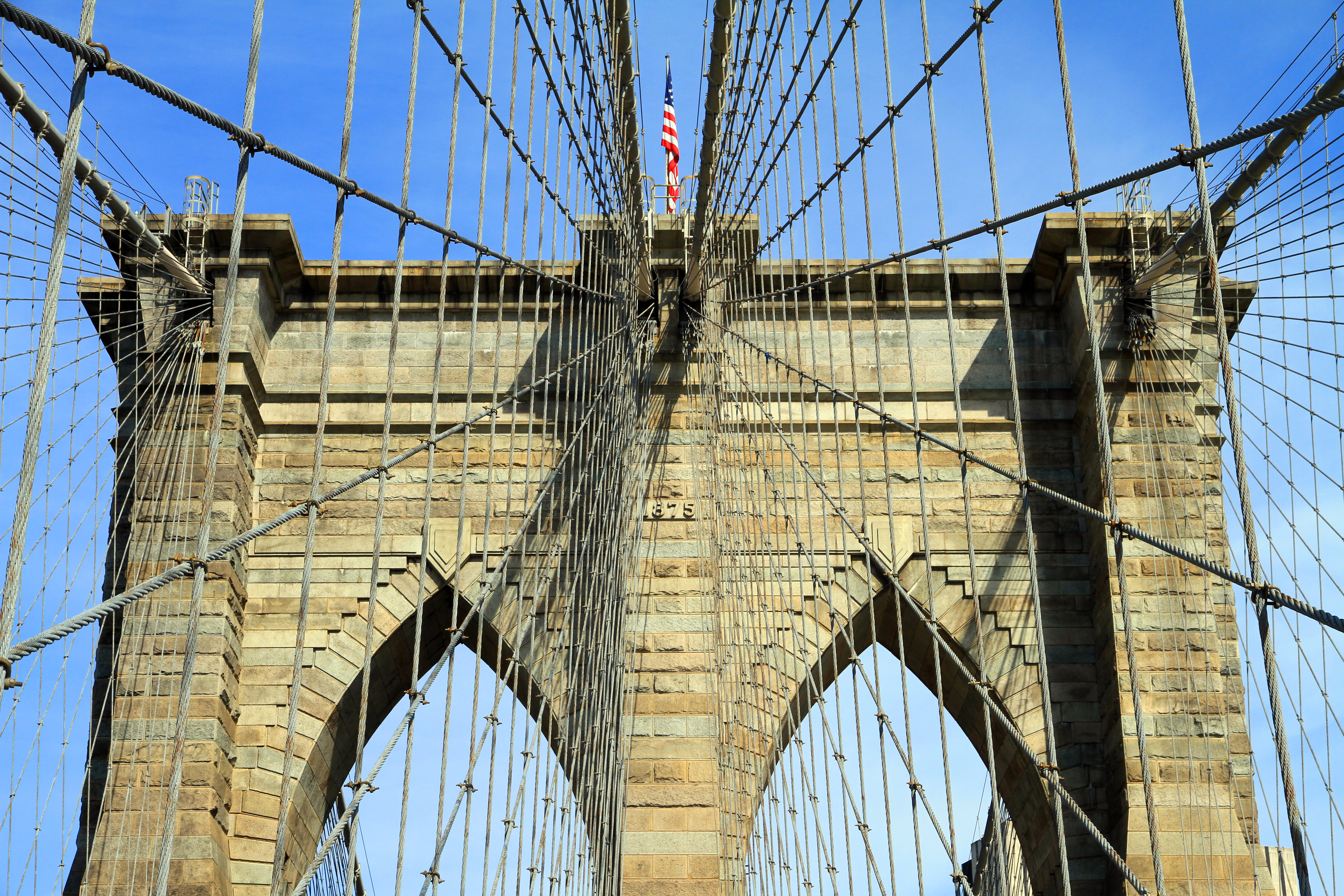
Густая сеть подвесок и вант, скреплённых хомутами

Основным несущим элементом Бруклинского моста являются четыре каната толщиной 38,1 см, с помощью подвесок поддерживающие мостовое полотно. Каждый канат состоит из 19 сложенных параллельно проволочных прядей, которые в свою очередь спрессованы из 278 оцинкованных стальных проволок. Таким образом, в состав каждого каната входят 5282 проволоки. Несущие канаты, уложенные в цилиндрическую форму, при установке были плотно обмотаны оцинкованной проволокой, смазаны маслом и покрашены свинцовыми белилами. Они пролегают через верхние части пилонов, где опираются на литые формы и крепятся к анкерным устройствам на соответствующих боковых опорах.
С несущих канатов каждые 2,1 м свешиваются подвески — вертикально направленные тросы, или кабели, толщиной 12,7 см, к которым внизу крепятся поперечные балки ферменной конструкции. В общей сложности на мосту используются 1520 подвесок — по 208 на каждый несущий канат в основном пролёте и по 86 в боковых. Дополнительную жёсткость конструкции придают ванты — диагонально направленные тросы, в виде лучей расходящиеся от верхней части опор к дорожному полотну. 400 вант (по 25 на каждую сторону каждой башни), с помощью хомутов скреплённые вместе с подвесками, вместе образуют густую паутину стальных кабелей, позволяющих предотвращать горизонтальные вибрации (например, при сильных порывах ветра).

### Подвесная конструкция

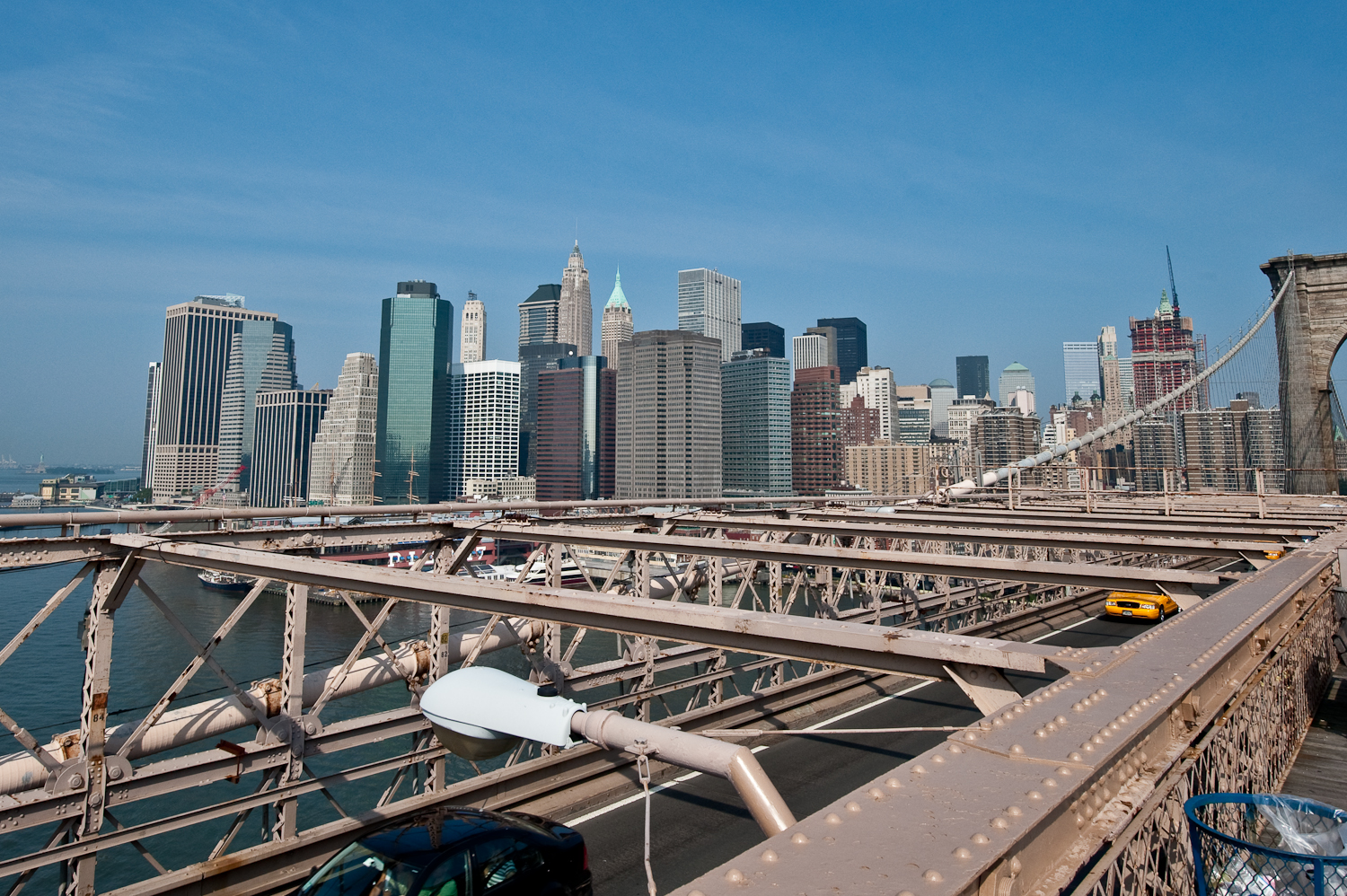
Вид на ферменную конструкцию, дорогу и Нижний Манхэттен со стороны прогулочного променада

Пролётное строение в промежутке между анкерными опорами представляет собой сборную коробчатую конструкцию, состоящую из четырёх рядов ферм Уоррена, соединённых поперечными балками. Изначально планировалось, что фермы будут изготовлены из кованого железа, но в процессе строительства было принято решение сделать их стальными, как и кабели. Мостовое покрытие в первые годы функционирования было деревянным — вначале из еловых досок, затем бруса. В ходе реконструкции 1948—1954 годов брус дорожной части заменили элементами из стального проката (пешеходная дорожка так и осталась деревянной). Общая ширина мостового полотна составляет 25,9 м.

### Организация движения

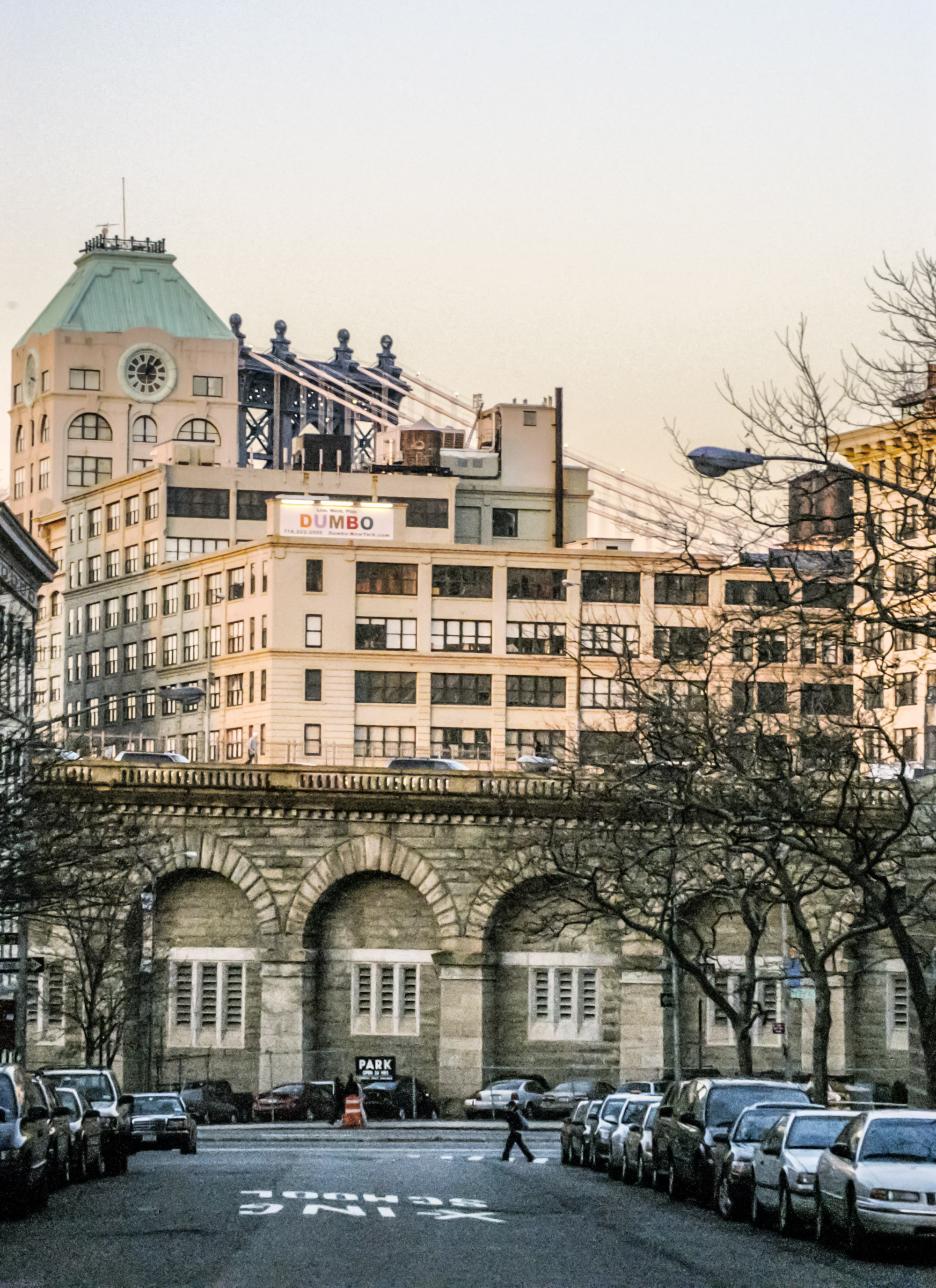
Въезд на мост со стороны Бруклина. На заднем плане видна вершина опоры другого висячего моста через Ист-Ривер — Манхэттенского

Дорожное полотно разделено на три изолированные части: две боковых для автомобильного и велосипедного движения, и среднюю для пешеходов. Пешеходный ярус, названный создателями прогулочным променадом, возвышается над транспортными путями на высоту 5,5 м, что открывает панорамный обзор окрестностей, в том числе вид на Статую Свободы в глубине Нью-Йоркской бухты и небоскрёбы Нижнего Манхэттена. Возле башен пешеходная дорожка расширяется, образуя балконы, возвышающиеся над автомобильной дорогой.
В 1950 году, когда проводилась масштабная реконструкция моста, проезжую часть разделили на шесть автомобильных полос движения, по три в каждом направлении. В 2021 году одну из полос, ведущую в сторону Манхэттена, отгородили и выделили для двустороннего движения велосипедов. Вследствие технологических ограничений (2,7 т по массе и 3,4 м по высоте) движение автобусов и коммерческого транспорта строго запрещено. Также не допускается движение большегрузного некоммерческого транспорта, такого как SUV, фургоны и пикапы, однако в этом случае запрет зачастую игнорируется.
Автомобильный въезд на мост и съезд с моста осуществляется по системе транспортных развязок, сформированных в 1950-е — 1970-е годы. После терактов 2001 года съезд по эстакаде на Парк-Роу в северном направлении остаётся закрытым по соображениям безопасности, поскольку далее дорога проходит под зданием управления полиции Нью-Йорка. Вход на пешеходную дорожку со стороны Манхэттена осуществляется по пандусу со стороны перекрёстка Парк-Роу и Сентер-стрит, либо по лестнице в месте, где Парк-Роу проходит под эстакадой въезда на мост. В Бруклине основной, плавный вход на мост начинается на перекрёстке улиц Тиллари-стрит и Боерум-Плейс. Дополнительный вход по ступенькам находится на перекрёстке улиц Вашингтон-стрит и Проспект-стрит.

## Планирование
Наиболее раннее дошедшее до нас заявление о готовности построить мост между Нью-Йорком и Бруклином появилось в 1800 году. Согласно одной частной дневниковой записи, неназванный «джентльмен, обладающий признанными способностями и здравым смыслом» (с большой долей вероятности, этим человеком был плотник и ландшафтный садовник Томас Поуп), вызвался за два года возвести однопролётный деревянный мост, который бы возвышался над проливом подобно радуге. В XIX веке стали появляться многочисленные, хоть и заведомо нереализуемые предложения по возведению цепного, проволочного или понтонного разводного моста, а также моста «шириной в сотню футов». Сохранились записи о возможности строительства туннеля или возведения плотины, но и эти прожекты были признаны слишком дорогостоящими. Регулярное сообщение между островами Лонг-Айленд и Манхэттен осуществлялось, как правило, с помощью паромных переправ — в 1869 году между Манхэттеном и Бруклином курсировало 5 линий, управляемых компанией Union Ferry Company.

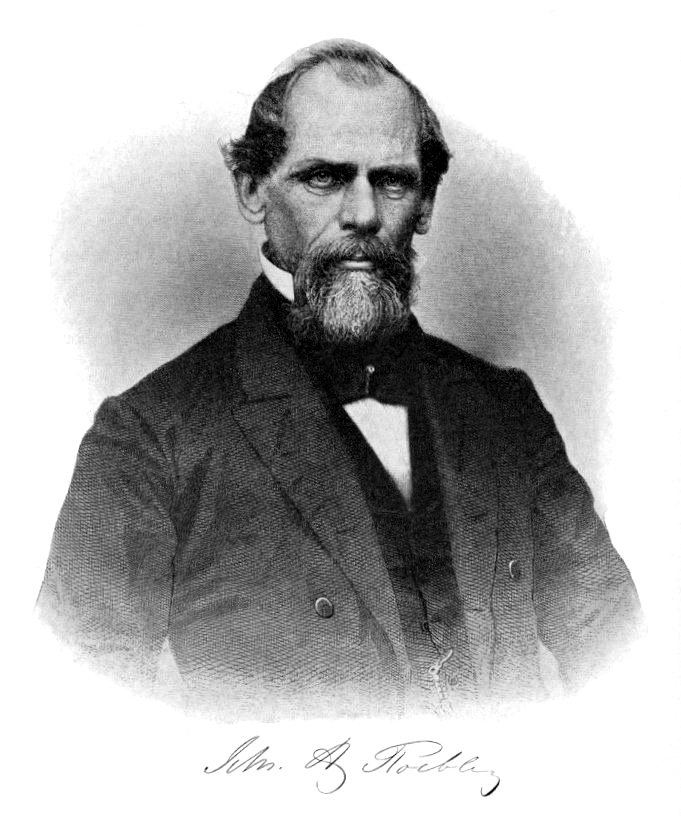
Джон Рёблинг, создатель проекта моста

В 1857 году изобретатель и инженер Джон Рёблинг опубликовал свой набросок висячего двухъярусного моста длиной 5000 футов, в котором две башни высотой 300 футов поддерживали центральную подвесную часть. Этот эскиз, как и предыдущие проекты мастера, подразумевал беспрецедентное по своей сложности сооружение, однако сам Рёблинг уже имел опыт возведения подвесных конструкций, не имевших мировых аналогов. Как раз в это время он занимался строительством аналогичного сооружения через реку Огайо между городами Цинциннати и Ковингтон, хоть и почти вдвое меньшего по размеру. На тот момент времени публикация инженера не нашла поддержки среди законодателей.
Мнение сенаторов изменилось зимой 1866—1867 годов, когда пролив покрылся льдом и связь между городами прервалась. В апреле 1867 года верхняя палата легислатуры с подачи Генри Мерфи одобрила законопроект об учреждении частной компании для строительства и эксплуатации моста из Бруклина на Манхэттен. Согласно одобренному сенатом уставному документу, сооружение между Фултон-стрит в Бруклине и парком Сити-Холл в Нью-Йорке должно было быть закончено к 1870 году. Основанная ради этого компания New York Bridge Company избрала совет директоров (позднее совет попечителей), который после недолгих консультаций назначил Джона Рёблинга главным инженером проекта. Как заявили инициаторы назначения, его кандидатура оказалась безальтернативной: он был признанным специалистом в области строительства рекордно длинных подвесных мостов и ранее уже предлагал свой черновой набросок переправы через Ист-Ривер. С учётом авторитета Рёблинга ему был выдан карт-бланш на выбор типа постройки по своему усмотрению.
В сентябре 1867 года Рёблинг представил свой генеральный план строительства. Согласно плану, двухуровневое сооружение должно было быть длиннее и выше любой ранее построенной подвесной конструкции. На нижнем уровне планировалось разместить проезжую часть и трамвайные пути, плата за проезд по которым сможет окупить строительство. На верхнем уровне предлагалось создать пешеходную прогулочную зону.
Во вступительной части к документу инженер охарактеризовал свой проект следующим образом:

Задуманное сооружение, построенное в соответствии с моим проектом, станет не только величайшим мостом из существующих, но и величайшим инженерным произведением континента и эпохи. Его наиболее примечательная особенность — огромные башни — будут служить ориентирами для соседних городов и будут иметь право считаться национальными памятниками. Будучи великим произведением искусства и успешным образцом передового мостостроения, это сооружение навсегда останется свидетельством энергии, предприимчивости и богатства того сообщества, которое обеспечит его возведение.
Оригинальный текст (англ.)
The contemplated work, when constructed in accordance with my design, will not only be the greatest bridge in existence, but it will be the great engineering work of the continent and of the age. Its most conspicuous feature – the great towers – will serve as landmarks to the adjoining cities, and they will be entitled to be ranked as national monuments. As a great work of art, and a successful specimen of advanced bridge engineering, the structure will forever testify to the energy, enterprise, and wealth of that community which shall secure its erection.
— Выдержка из генерального плана, представленного совету попечителей в 1867 году
Предложение получило одобрение жителей обоих городов. Средства массовой информации предсказывали, что новый мост окажет такое же влияние в мире, как Суэцкий канал, трансатлантический телеграфный кабель или строящаяся трансконтинентальная железная дорога. Критики указывали на чрезмерную дороговизну, невыполнимость либо сложность осуществления отдельных пунктов проекта (Рёблинг оценил стоимость строительства в 6,7 млн долларов). Владельцы судовых компаний и портовых сооружений жаловались на потенциальные препятствия судоходству.
Чтобы развеять опасения скептиков, Рёблинг созвал специальную комиссию, состоящую из семи ведущих инженеров страны. После серии встреч и обследований комиссия в марте 1869 года вынесла вердикт, что проект технически осуществим, долговечен и безопасен. Однако по требованию армейского инженерного корпуса (на строительство в зоне судоходных участков рек требовалось разрешение федеральных властей) высоту основного пролёта пришлось поднять с 39,7 до 41,1 м, что потребовало существенного изменения первоначального плана и увеличения расходов ещё на 300 тыс. долларов. Финальной точкой согласования стало одобрение Конгресса и подпись президента Улисса Гранта.
28 июня, когда все формальности были уже соблюдены и Джон проводил окончательные расчёты на месте будущих работ, произошёл несчастный случай: в бруклинский причал, на краю которого стоял инженер, врезался паром. Рёблингу раздробило ногу и ему ампутировали пальцы. Травма сама по себе не была смертельной, однако в ходе лечения произошло заражение крови столбняком, и инженер скончался от инфекции ещё до начала строительства, 22 июля 1869 года. После смерти Джона Рёблинга главным инженером проекта был назначен его старший сын Вашингтон, ранее ассистировавший ему в его последних проектах.

## Строительство
3 января 1870 года посреди пролива — в месте, где планировалось поставить одну из опор сооружения, — началась расчистка и выравнивание дна с помощью земснаряда. Этот день считается днём начала строительства Бруклинского моста.

### Ключевые фигуры

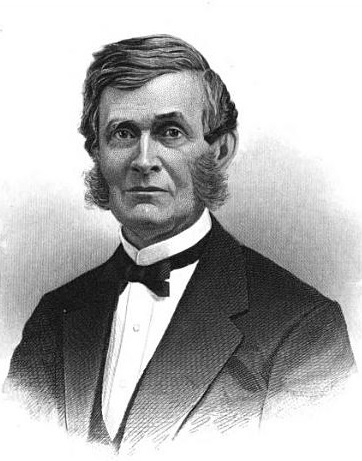
Генри Мерфи, инициатор проекта и глава совета директоров

Инициатором одобренного законопроекта о строительстве моста через Ист-Ривер выступил бруклинский юрист и сенатор штата Нью-Йорк Генри Мерфи. Он же в конечном счёте и возглавил частную корпорацию New York Bridge Company, занимавшуюся строительством. Фирма имела право скупать недвижимость под снос и впоследствии, когда мост будет построен, устанавливать плату за проезд. В совет директоров компании, помимо Мерфи, вошли и другие влиятельные политики и бизнесмены того времени, в том числе мэры обоих городов, член Палаты представителей Джеймс Странахан, ветеран Гражданской войны генерал Генри Слокам, известный строительный подрядчик Уильям Кингсли, главный редактор газеты Brooklyn Eagle Айзек ван Анден — всего 38 человек. В функции совета входила организация работы компании, включая финансирование проекта, принятие решений о ключевых назначениях, заключение контрактов на поставки материалов и выпуск акций. Совет нанял главным инженером проекта Джона Рёблинга, а после его смерти — старшего сына изобретателя Вашингтона Рёблинга.
На этапе планирования и в первые годы строительства пост мэра Нью-Йорка занимал Уильям Твид, получивший скандальную известность коррупционера, не заключавшего сделок без своего личного интереса. Будучи членом правления компании, Твид посещал все собрания акционеров и в целом был последовательным сторонником моста. В будущем, когда мэр оказался в опале и против него были возбуждены дела о коррупции, его в числе прочего заподозрили в получении взяток от инициаторов переправы в обмен на покровительство. Обвинения строились на показаниях Мерфи и Кингсли, что они были вынуждены принести Твиду 60 тыс. долларов наличными, чтобы получить согласие на строительство. По неизвестной причине Твид и два его сподвижника из Таммани-холл завладели более чем половиной акций частных инвесторов и имели возможность принимать любые выгодные для себя решения (большая часть акций была выкуплена Бруклином и Нью-Йорком, однако согласно уставу только частные инвесторы имели право голоса).

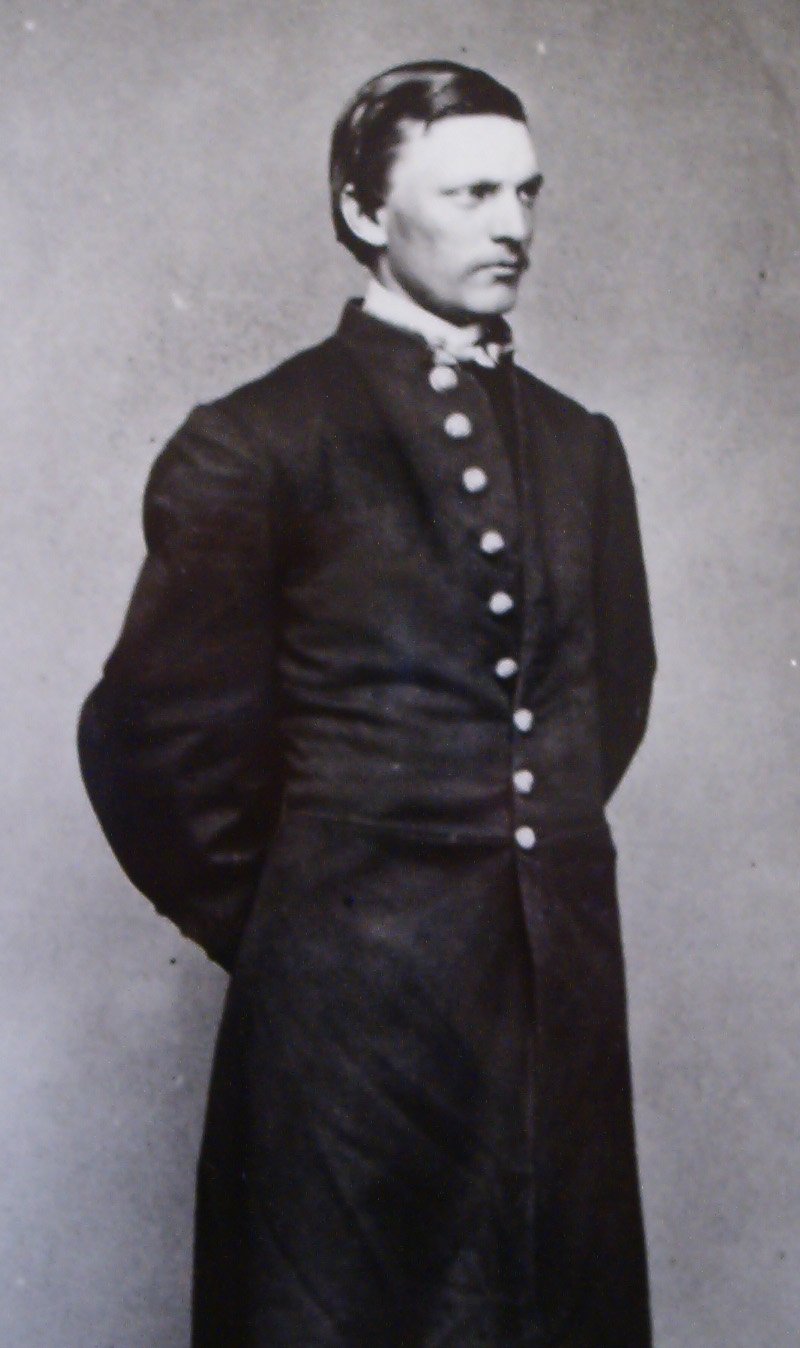
Вашингтон Рёблинг, главный инженер

Под давлением общественности, жаловавшейся на затянувшееся строительство и перерасход средств, 5 июня 1874 года штат Нью-Йорк изменил содержание устава компании, предоставив городам более широкое представительство в совете директоров. В мае следующего, 1875 года корпорация New York Bridge Company была распущена, частным акционерам возместили вложения, их права собственности аннулировали. Все дальнейшие расходы взяли на себя муниципальные образования — Бруклин и Нью-Йорк. Совет директоров был переименован в совет попечителей, большинство его учредителей сохранили свои позиции.
Вашингтон Рёблинг, неожиданно для себя занявший пост главного инженера не имевшего мировых аналогов сооружения, получил профильное образование в 1857 году в Политехническом институте Ренсселера в Трое. После окончания учёбы он помогал отцу строить подвесные мосты через реки Аллегейни и Огайо, а в период Гражданской войны возводил временные переправы для обеспечения передвижения войск Армии Союза. В команду Рёблинга вошли выпускники института Ренсселера Фрэнсис Коллингвуд (Francis Collingwood) и Чарльз Мартин (Charles C. Martin, более известен как C. C. Martin), чертёжник Вильгельм Хильденбрандт (Wilhelm Hildenbrand), геодезист полковник Уильям Пейн (William Paine), инженер Сэм Пробаско (Sam Probasco) и только что окончивший Университет Виргинии Джордж Макналти (George McNulty). Во время болезни Рёблинга (о кессонной болезни главного инженера см. ниже), когда его способность руководить строительством была сильно ограничена, большую помощь оказала его жена Эмили, никогда не занимавшая официальных должностей в компании.
Главным управляющим (англ. General Superintendent) был назначен Уильям Кингсли, к тому времени уже имевший опыт организации крупных строительных проектов.

### Кессоны
В ходе строительства моста через Огайо Рёблинг-старший для возведения фундамента опоры на дне реки соорудил опускной колодец, и откачивал поступающую со дна воду трубой насоса, работающего от двигателя буксира. На Ист-Ривер большая глубина грунта, на который должен был опираться фундамент, не позволяла использовать данный метод. Ещё на стадии проектирования Вашингтон совершил рабочую поездку в Европу, где по просьбе отца изучил устройство пневматического кессона — закрытой водонепроницаемой ёмкости без дна, технология применения которой была там хорошо известна с конца 1840-х годов, но никогда ранее не использовалась в США.

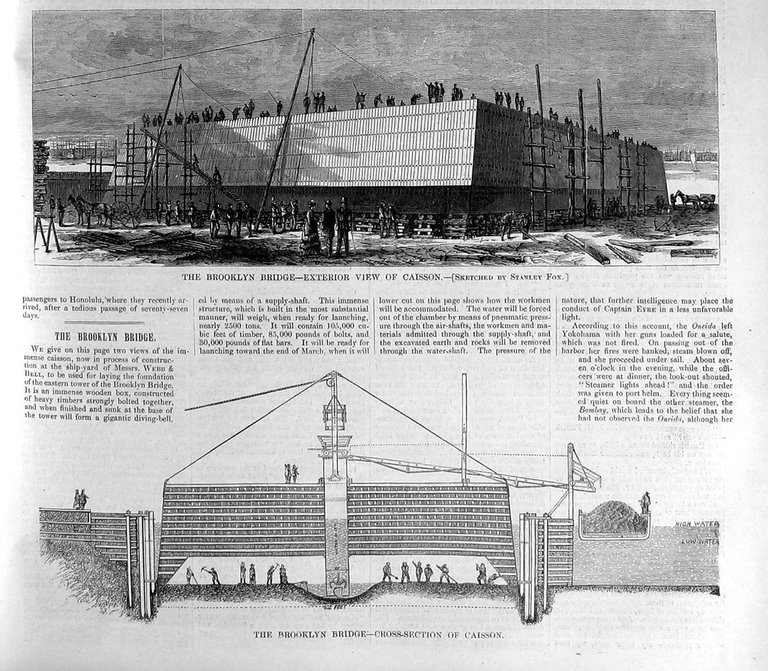
Сверху: внешний вид кессона перед погружением в воду. Снизу: схема кессона в русле пролива Ист-Ривер. Схема показывает единственную, наполненную водой шахту, по которой поднимали грунт. На самом деле, шахты было четыре: две для выемки грунта, две для доступа рабочих.

Кессонные работы производились сначала на месте будущей опоры возле берега Бруклина, затем возле берега Манхэттена. Первый изготовленный на верфи Webb & Bell в Гринпойнте деревянный кессон был доставлен к месту строительства и опущен на дно в начале мая 1870 года. По сравнению с другими, ранее использовавшимися сооружениями подобного типа, он имел гигантские размеры: длина 51,2 м, ширина 31 м, высота 4,2 м. Наполненный сжатым воздухом, кессон не позволял воде проникать внутрь, что давало возможность рабочим выкапывать грунт, находясь внутри рабочей камеры. Заострённые концы нижней части стенок, обутые в чугунные накладки — «ножи» — позволяли кессону опускаться ниже по мере выработки грунта — песка, глины и камней. Крыша конструкции представляла собой несколько рядов соснового бруса, скреплённого болтами и залитого креозотом — он придавал сооружению дополнительный вес. По мере погружения сверху кессона складывали известняковые плиты — подводную часть башен. Щели деревянного сооружения для герметичности были законопачены паклей и залиты смолой, стенки и крыша обшиты жестью.
Доступ в рабочую камеру осуществлялся по двум железным шахтам, оборудованным воздушными шлюзами. Выработанный грунт поднимался экскаваторами с грейферным ковшом по двум другим, заполненным водой шахтам, также погружённым в ямы с водой. Вашингтон Рёблинг изменил созданную отцом схему кессона, добавив в него пять внутренних перегородок, чтобы увеличить площадь опоры — в результате вместо запланированного единого пространства образовались шесть изолированных отсеков с дверными проёмами.
Землекопы, которых называли sandhogs (досл.: «песчаные свиньи»), в большинстве своём были эмигрантами из Ирландии; многие из них едва сводили концы с концами. Рабочие с помощью лопат выгребали ил, камни и глину со дна реки. Особенно сложно было вытащить на поверхность крупные трапповые валуны, которых в случае бруклинского кессона по мере погружения становилось всё больше и больше. Испробовав несколько методов, их стали дробить с помощью порохового заряда, вставленного в просверленное отверстие.
Со стороны Манхэттена грунт был более однородным и состоял в основном из песка, но рабочим пришлось пройти через слой мусора и зловонных нечистот, которые в те годы сливали в реку без очистки. Кроме того, пролив у берегов Манхэттена был значительно более глубоким, и материнские породы также залегали глубже. Это обстоятельство, а также быстрое течение, требовали более массивной конструкции — по этой причине второй кессон, который установили на дне 12 декабря 1871 года, был длиннее первого на 1,2 м, а на крышу положили на семь рядов больше древесины. В отличие от бруклинского, нью-йоркский кессон был покрыт смесью из каменноугольной смолы, канифоли и цемента, и обшит рубероидом и жестью, чтобы сохранить герметичность, а также защитить от возгорания и повреждения корабельными червями. Количество воздушных шлюзов увеличили до четырёх, а сами они стали более вместительными — смена из 120 человек могла одновременно опуститься в камеру или подняться на поверхность. Шлюзы встроили их в крышу кессона, чтобы людям не приходилось подниматься по сжатому воздуху..
Работа велась круглосуточно, в три смены, шесть дней в неделю; в течение суток на дне реки могло находиться до 264 человек. При заработке 2—2,25 долларов в день около трети рабочих увольнялось в первую же неделю. Типичные условия труда сохранились в записях шестнадцатилетнего подростка Фрэнка Харриса, в тот момент только что эмигрировавшего из Ирландии и устроившегося на свою первую работу в США:

Мы вшестером работали обнажёнными по пояс в маленькой железной камере, при температуре около 80 градусов по Фаренгейту. Уже через пять минут с нас лился пот, и всё это время мы стояли в ледяной воде, которая не поднималась лишь из-за колоссального давления. Неудивительно, что головные боли были ослепляющими.
Оригинальный текст (англ.)
The six of us were working naked to the waist in the small iron chamber with the temperature of about 80 degrees Fahrenheit: In five minutes the sweat was pouring from us, and all the while we were standing in icy water that was only kept from rising by the terrific pressure. No wonder the headaches were blinding.
— Из автобиографии Фрэнка Харриса, впервые опубликованной в 1922 году под названием My Life and Loves.
Многие испытывали симптомы декомпрессионной (кессонной) болезни: сильные боли в различных частях тела, головокружение, рвоту, судороги, потерю сознания, онемение конечностей; в отдельных случаях заболевание приводило к инвалидности или смерти. Чем глубже погружался кессон, тем большее давление испытывал человек. На стороне манхэттенской опоры оно в финальной точке достигло 234 кПа, поэтому рабочему было разрешено находиться в камере не более 5 часов в день.

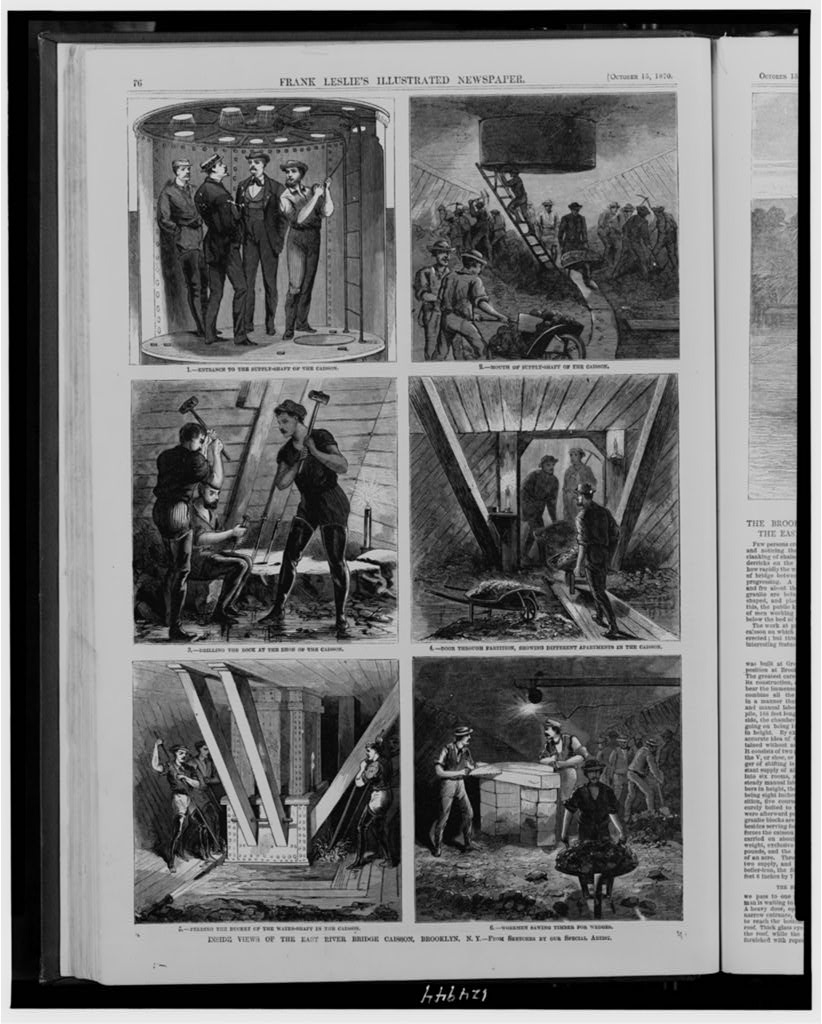
Внутри кессона. Иллюстрация в издании Frank Leslie’s illustrated newspaper, 1870

В декабре 1870 года над рабочей камерой кессона возник пожар, в тушении которого принимал участие главный инженер, проведя в замкнутом пространстве более семи часов. После подъёма на поверхность, когда, как казалось, проблема была ликвидирована, Вашингтон испытал первые признаки декомпрессионного заболевания, он с трудом держался на ногах. На следующее утро выяснилось, что пожар всё ещё не потушен, и Рёблинг вернулся спасать сооружение, не выдержав постельного режима. В конечном счёте огонь удалось ликвидировать только путём полного затопления всей конструкции. Несколько слоёв древесины выгорело, и около трёх месяцев плотникам пришлось восстанавливать перекрытия. Ремонт обошёлся в более чем 50 тыс. долларов.
Работы по углублению дна во втором кессоне были закончены 18 мая 1872 года, после того как рабочие на глубине 23,9 м наткнулись на неровный скалистый гребень, в то время большая часть основания была покрыта плотно спрессованным песчаным грунтом. Младший Рёблинг принял рискованное для себя решение не выравнивать скалистую поверхность, а вместо этого заложить фундамент опоры на расчищенной и выровненной (достаточно прочной, по его мнению) площадке, тем самым сэкономив время и значительные средства, необходимые для взрывных работ. В обоих случаях после окончания земляных работ кессоны заполнялись смешанным с камнями бетоном, формируя тем самым прочный фундамент (в кессоне бруклинской башни пол и стены были предварительно обложены кирпичом). 12 июля 1872 года, спустя 221 день после начала, все работы по возведению опор были завершены.
Ещё в период заливки бетона на исходе весны у Рёблинга случился очередной приступ кессонной болезни. Обстоятельства происшествия не разглашались, за исключением краткого упоминания о нём в отчёте несколько месяцев спустя, и более позднем воспоминании его жены Эмили. По словам супруги, состояние мужа в тот день было настолько серьёзным, что она не надеялась, что он доживёт до утра. Известно, что летом и осенью того же года у инженера были ещё несколько обострений болезни, прежде чем его окончательно парализовало. Он с трудом говорил, у него начались проблемы со слухом и зрением. В декабре 1872 года строительство было прервано из-за холодной погоды, и с этого времени Вашингтон Рёблинг уже больше никогда не появлялся на строительной площадке.

### Пилоны

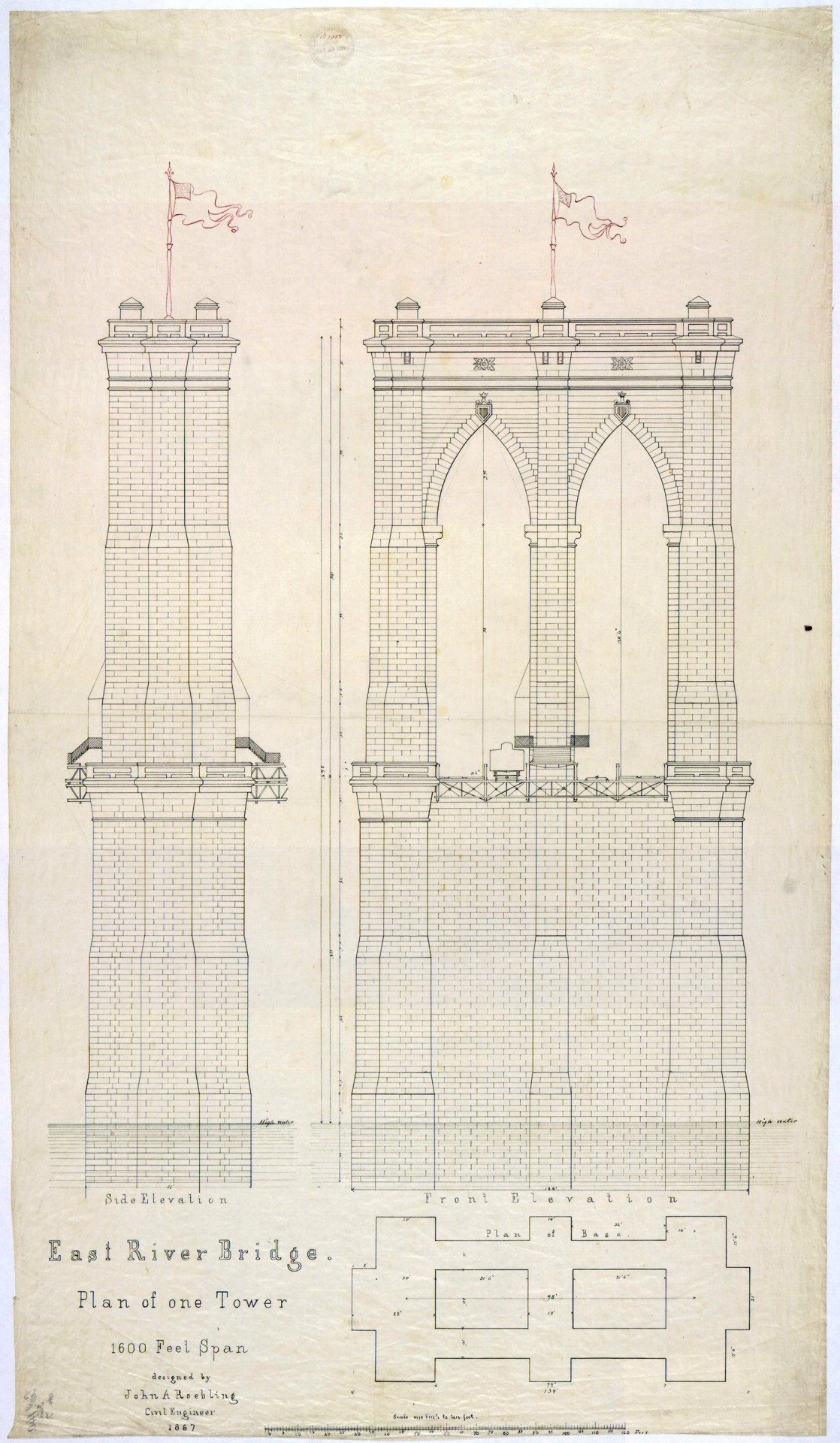
Чертёж пилона, составленный Джоном Рёблингом в 1867 году. Зубчатое сечение в нижней части снимка демонстрирует наличие контрфорсов, призванных усилить устойчивость сооружения. Башенки на вершинах пилонов так и не были реализованы.

Как описано выше, фундамент пилонов, состоящий из залитых бетоном известняковых плит, был заложен с использованием кессонов. Его вершину, возвышающуюся над водой на высоту 6 м со стороны Бруклина и 14,3 м со стороны Манхэттена, увенчали ростверком из нескольких рядов соснового бруса. К началу лета 1872 года, когда заканчивались подводные работы нью-йоркской башни, бруклинская уже на 30 м возвышалась над водой. Ещё ранее, в октябре 1871 года, на строительстве произошёл первый несчастный случай со смертельным исходом: у мачтового крана, поднимавшего на вершину строящегося пилона 8-тонную гранитную плиту, выскочило из гнезда крепление одной из канатных оттяжек. Двое рабочих мгновенно погибли в результате столкновения с падающей стрелой, ещё один вскоре после падения с большой высоты. Наконец, ещё пять человек получили серьёзные травмы.
В общей сложности строительство башен продолжалось около четырёх лет: бруклинская была закончена в июне 1875 года, нью-йоркская — в июле 1876 года. В связи с требованием федерального ведомства увеличить высоту пролёта для беспрепятственного прохода кораблей, башни оказались на 2,4 м выше первоначального плана, составленного Джоном Рёблингом: 84,1 м вместо 81,7 м. Последние 30-тонные гранитные плиты были подняты на вершину в июле 1876 года. Вскоре на них были установлены чугунные формы с жёлобом, через которые предстояло перекинуть несущие канаты. Благодаря роликам формы имели возможность перемещаться вперёд и назад в соответствии со степенью натяжения каната.
В качестве строительного материала использовались гранитные блоки, пространство между которыми заполнялось природным цементом, добытом в районе города Розендейл (штат Нью-Йорк). Гранит добывали и по шаблонам выдалбливали в городе Вайналхейвен в штате Мэн, откуда по морю перевозили и складировали на расположенной в бруклинском районе Ред-Хук судоверфи. По мере востребованности баржи сплавляли камень на строительные пирсы у подножия башен. Вокруг пилонов по деревянным рельсам курсировали платформы, на которых материал сначала подвозили к нужному участку, а затем с помощью блоков и стальных тросов поднимали на высоту. На вершине пилонов, как и внизу, стояли мачтовые краны, укладывавшие гранитные блоки в нужное место; все силовые механизмы работали с помощью паровой тяги. Подвешенные вдоль стены брёвна предотвращали столкновение между башней и грузом. На манхэттенскую опору ушло около 36 тыс. м3, на бруклинскую около 29 тыс. м3 каменной кладки.
На вершине пилона могло одновременно находиться до 80 рабочих, при этом каждый из них был специализирован на какой-то одной операции. Ограждения отсутствовали, и 3 человека (не считая инцидента 1871 года) погибли, упав с высоты. Ещё несколько человек умерли в результате других несчастных случаев.

### Наземные сооружения
Чтобы построить наземную часть моста, большую часть прилегающей к берегам земли выкупили и зачистили. В частности, на месте одной из анкерных опор некогда находился Дом Самуэля Осгуда — особняк, в котором первое время после избрания на пост президента жил Джордж Вашингтон (по этой причине его иногда называют первой резиденцией президента США).

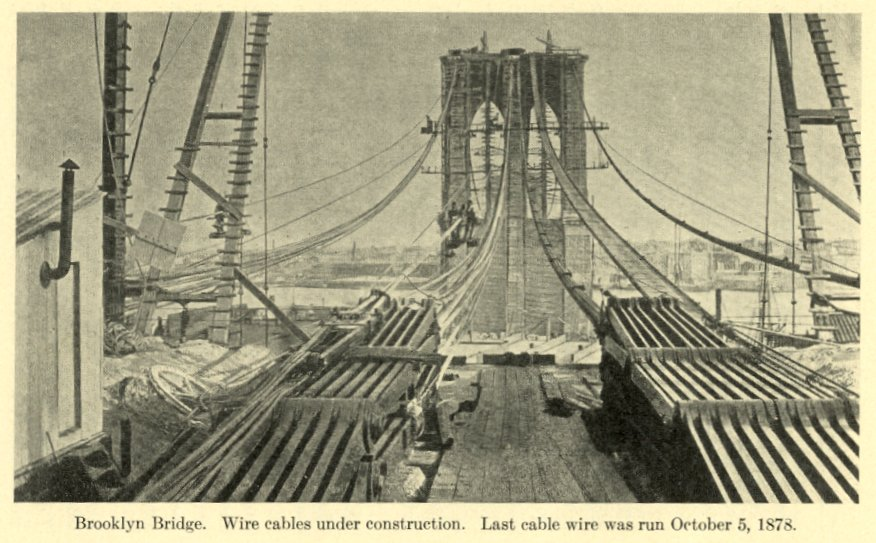
Крепление канатов к анкерным стержням

Возведением анкерной опоры в Бруклине в 1873—1875 годах занимался Джордж Макналти. Этот молодой инженер не имел опыта работы с подвесными конструкциями, и при установке пластин и стержней руководствовался подробными письменными инструкциями Вашингтона Рёблинга. Большую помощь оказал главный механик Фрэнк Фаррингтон (Edmund Frank Farrington, более известен как E. F. Farrington), помогавший отцу главного инженера построить схожий висячий мост на реке Огайо. Позже строительством аналогичного сооружения на Манхэттене руководил Фрэнсис Коллингвуд.
Анкерные пластины были установлены в самом начале строительства опор, когда ещё отсутствовали стены. По мере роста каменной кладки добавлялись и стержни, при этом каждый последующий ряд образовывал более острый угол относительно горизонтальной плоскости. В июле 1876 года, когда обе опоры были закончены, крайние стержни, покрытые свинцовым суриком с целью защиты от ржавчины, выступали из вершин сооружений.
В декабре 1877 года при работах в Бруклине произошёл очередной несчастный случай. Одна из кирпичных арок, которая должна была поддерживать проезжую часть подхода, обрушилась, похоронив под собой каменщика. Расследование установило, что причиной обрушения стал преждевременный демонтаж деревянных подпорок до того, как цементный раствор затвердел.

### Кабели

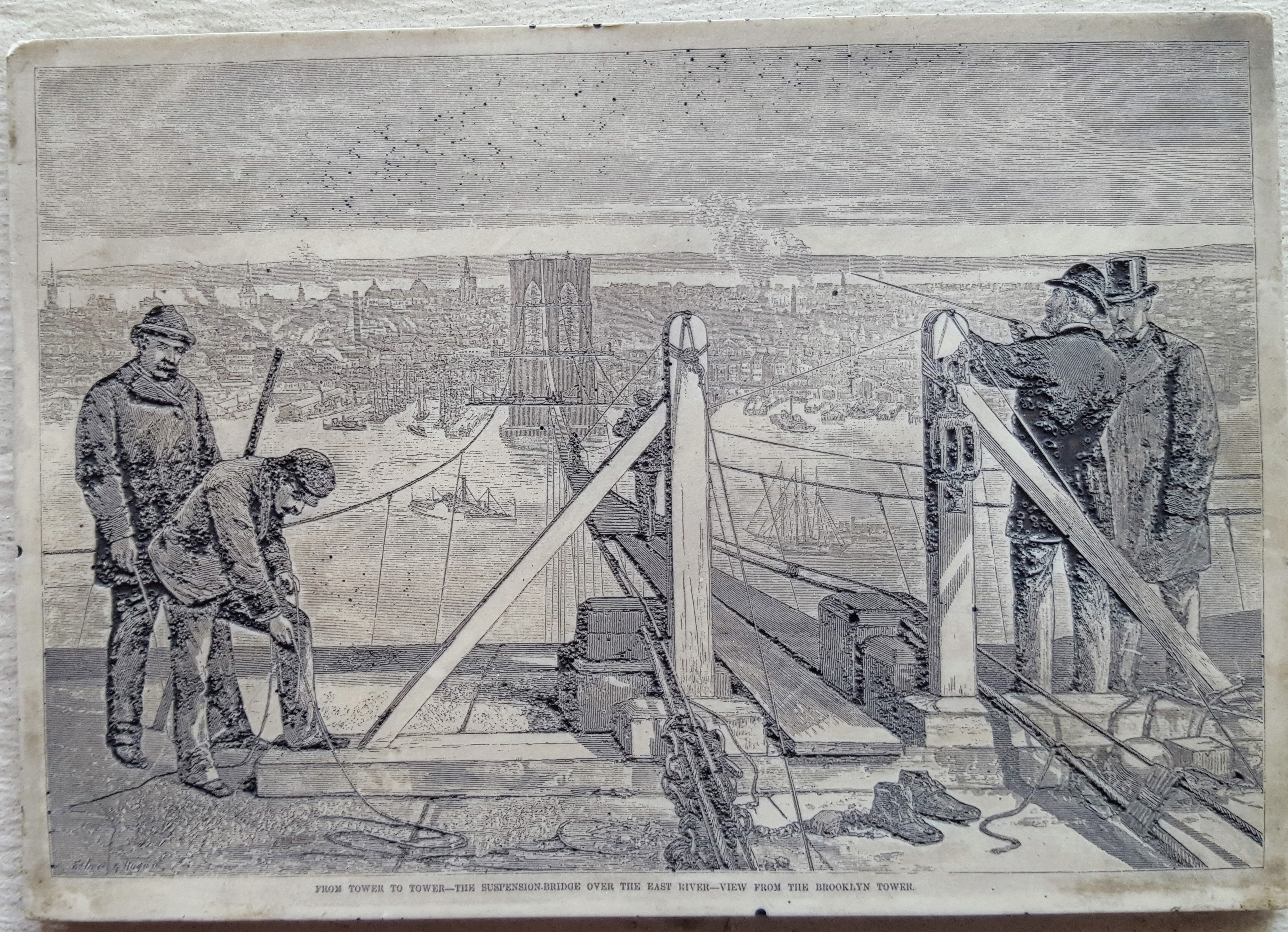
Временный пешеходный мост, по которому рабочие перемещались между анкерными опорами и пилонами. На рисунке показан участок между вершинами пилонов

Ещё на стадии планирования было предусмотрено, что в этом проекте проволочные кабели будут изготовлены из оцинкованной стали — никогда ранее этот материал в висячих мостах не использовался. Помимо кессонов, Вашингтон Рёблинг в ходе европейского турне в 1867 году посетил завод Альфреда Круппа в Эссене, где в это время уже получали относительно дешёвую бессемеровскую сталь из чугуна путём продувки сквозь него сжатого воздуха.
В августе 1876 года, вскоре после завершения строительства опор, началось формирование несущих канатов, на которых предстояло подвесить главный пролёт моста. Технологию изготовления проволочных канатов разработал ещё Джон Рёблинг, создавший для этого специальное производство. На первом этапе от одной анкерной опоры к другой и обратно, минуя сёдла на вершинах пилонов, протянули транспортный трос из хромированной стали. Образованная петля длиной более двух километров, управляемая паровой машиной, подобно канатной дороге перемещалась в ту или иную сторону. Чтобы подтвердить прочность троса, главный механик Фаррингтон, сидя в прикреплённой к тросу беседке, пересёк реку. За этим разрекламированным событием наблюдали более десяти тысяч человек, собравшиеся на берегах пролива и плавсредствах.

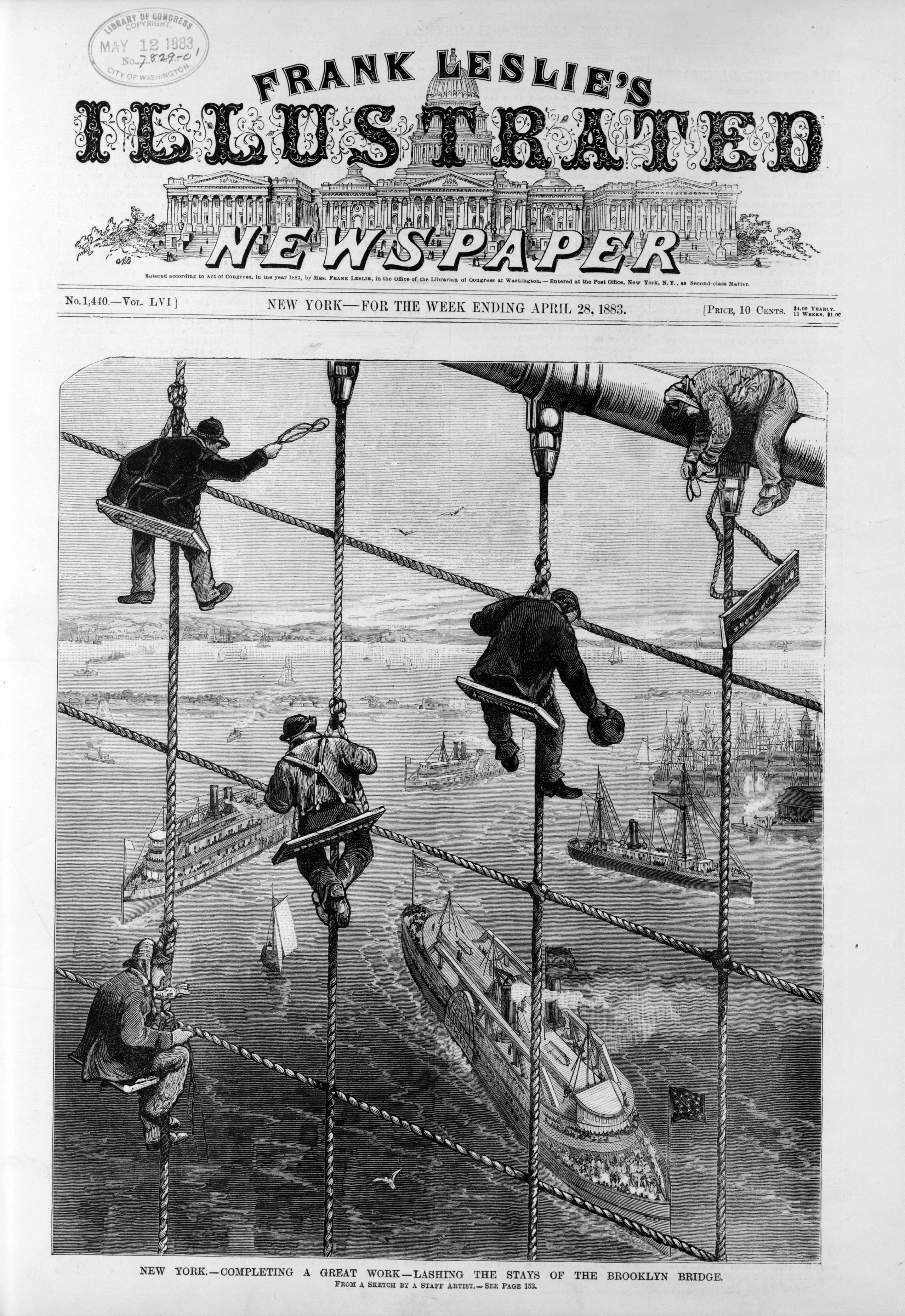
Газетный заголовок, анонсирующий открытие Бруклинского моста

В последующие дни были натянуты ещё несколько тросов, и в начале февраля следующего, 1877 года, над проливом появился первый подвесной пешеходный мостик. Он проходил через вершины пилонов, то есть значительно выше будущего дорожного полотна, и выполнял функцию строительных лесов. С мостика свисали люльки, в которых рабочие направляли и связывали кабели. Несмотря на то, что сооружение было предназначено для строителей, оно быстро получило популярность своеобразного аттракциона для любителей острых ощущений. Вследствие слабого контроля к августу на мостике неофициально побывало несколько тысяч человек со всего света. Доступ посторонним был запрещён лишь после того, как у одного из посетителей на большой высоте случился приступ эпилепсии, во время которого находящиеся рядом рабочие привязали его к доскам настила.
11 июня 1877 года началась работа по прокладке и плетению канатов: катушка с заранее заготовленной проволокой перемещалось вдоль транспортного троса, в то время как рабочие следили за натяжением и скрепляли отдельные пряди вместе. При этом совет попечителей по строительству Бруклинского моста отклонил поставку стальной проволоки с фирмы семьи Рёблингов John A. Roebling’s Sons, подписав контракт с сомнительным поставщиком, компанией бруклинского предпринимателя Джозефа Хэя (J. Lloyd Haigh).
14 июня 1878 года, когда две трети работ по установке кабелей были закончены, один из проводов внезапно оборвался и стал причиной гибели двоих рабочих, ещё трое получили увечья. Инцидент списали на несчастный случай (проволоку разрезал острый ободок шкива, с канавки которого она соскочила), однако Рёблинг организовал проверку качества продукции Хэя. Выяснилось, что как минимум часть поставляемой им продукции оказалась непригодной. На складе предпринимателя была установлена проверка каждой партии, однако по пути на стройку вагоны с продукцией заходили на другой склад, где маркированную проволоку заменяли бракованной. Какой процент брака был уже использован на мосту, не представлялось возможным. Поскольку Джон и Вашингтон Рёблинги заложили 6-кратный запас прочности, дело решили не придавать огласке и уже проложенные канаты не менять. Главный инженер обязал Хэя взять на себя расходы на дополнительные 150 проводов для каждого уже установленного каната. Контракт на оставшуюся проволоку был заключён с компанией John A. Roebling’s Sons.

### Пролётное строение

Строительство подвесной конструкции

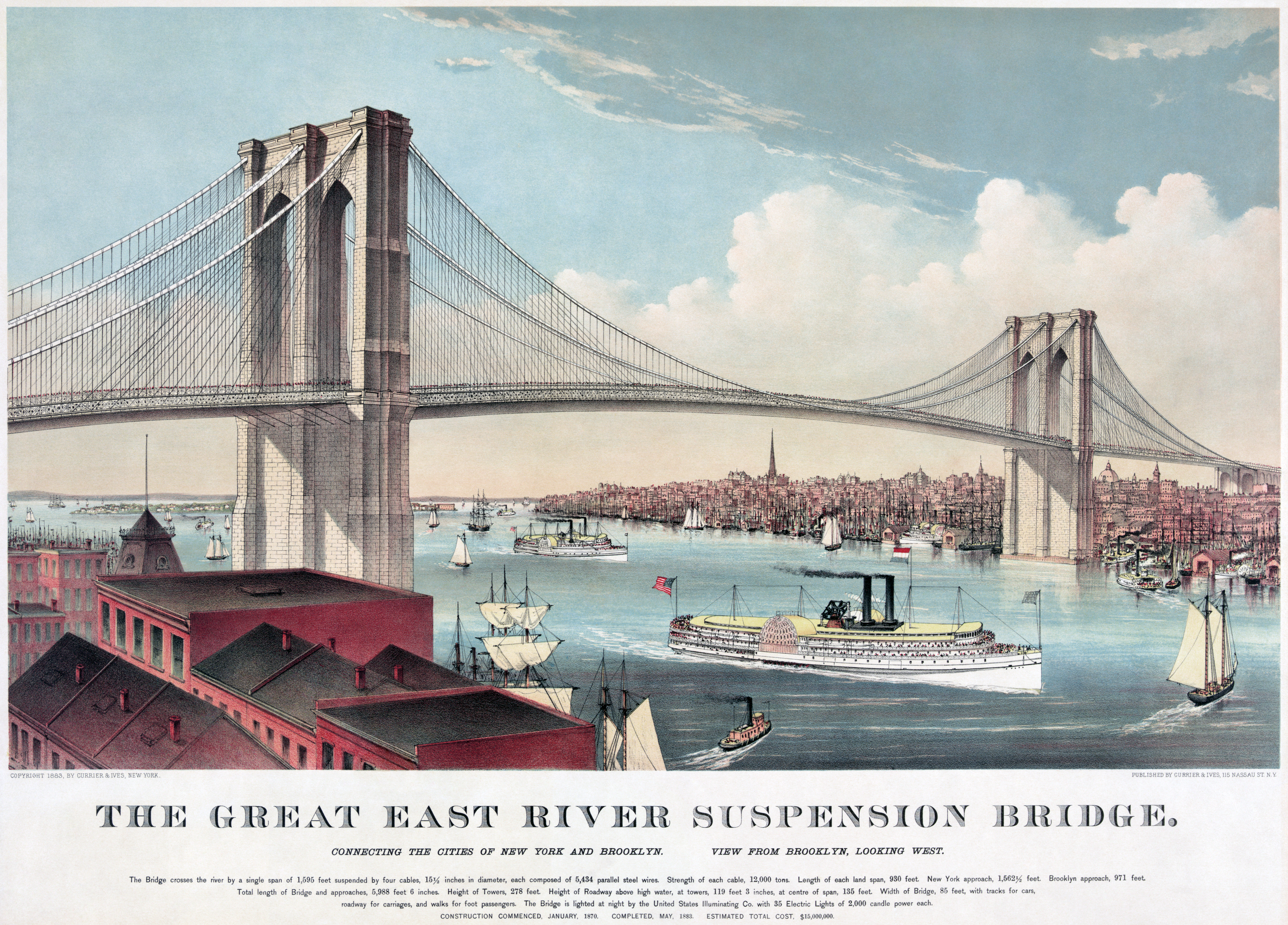
Хромолитография только что законченного моста. 1883 год

Как и в своих предыдущих проектах, Джон Рёблинг планировал соорудить пролётное строение в виде кованой конструкции, состоящей из продольных сквозных ферм и поперечных балок. Однако две трагедии, произошедшие в США в 1876 году, поставили под сомнение надёжность кованого железа в подобном сооружении. 5 декабря этого года в Бруклинском театре (Brooklyn Theatre) во время спектакля произошёл крупный пожар, в ходе которого обрушился балкон. 29 декабря на реке Аштабьюла в Огайо обрушился железнодорожный мост, по которому шёл пассажирский состав. В обоих случаях гибель людей связали с недостаточно прочной железной конструкцией, и под влиянием событий Вашингтон принял решение в пролётах использовать стальные детали — так же, как и в кабелях.
Подвешивание перекладин, на которых затем планировалось положить дорожное полотно, началось в марте 1879 года, сразу после окончания работ по прокладке кабелей. В июле Совет попечителей заключил контракт на дополнительную поставку 500 ам. тонн (453 тонны) стальных изделий с металлургическим заводом Edge moor Iron Works из Филадельфии. Дорожное полотно изготовили из соснового бруса и досок. Нижняя часть пролётного строения была закончена в декабре 1881 года, последние элементы несущей конструкции и дорожного полотна встали на место в апреле 1883 года. Возведение подходов продолжалось с августа 1877 по июль 1882 года.
Первоначальный план предусматривал прокладку двух полос рельсовых путей, по которым между терминалами на съездах моста курсировали бы канатные трамваи. Однако после того, как Рёблинг в октябре 1881 года заказал дополнительную тысячу тонн стали для укрепления ферм, среди попечителей встал вопрос о строительстве полноценной железной дороги, по которой бы курсировали паровозы с прицепленными пульмановскими вагонами. Эта идея так и не была реализована, однако избыточная прочность конструкции в дальнейшем сыграла положительную роль в судьбе моста, когда на смену конным экипажам пришли автомобили с двигателем внутреннего сгорания. Для гужевого транспорта были предусмотрены четыре полосы — по две в каждую сторону.
Дорогу осветили семьюдесятью бело-синими дуговыми лампами, изготовленными фирмой United States Illuminating Company. Динамо-машины для подачи энергии располагались в машинном отделении бруклинского терминала.

### Роль Вашингтона Рёблинга
Как описано выше, главный инженер Бруклинского моста с конца 1872 года не появлялся на строительной площадке, поскольку после подводных работ страдал от последствий декомпрессионной болезни. В частности, он с трудом передвигался и плохо видел. В ранних исторических очерках, в частности в опубликованной в 1912 году книге Джона Логана «The part taken by women in American history», утверждается, что всё время после наступления паралича Вашингтон наблюдал за работами через бинокль, находясь в своём расположенном на берегу Ист-Ривер доме. Все его инструкции записывала и передавала ассистентам его жена Эмили.

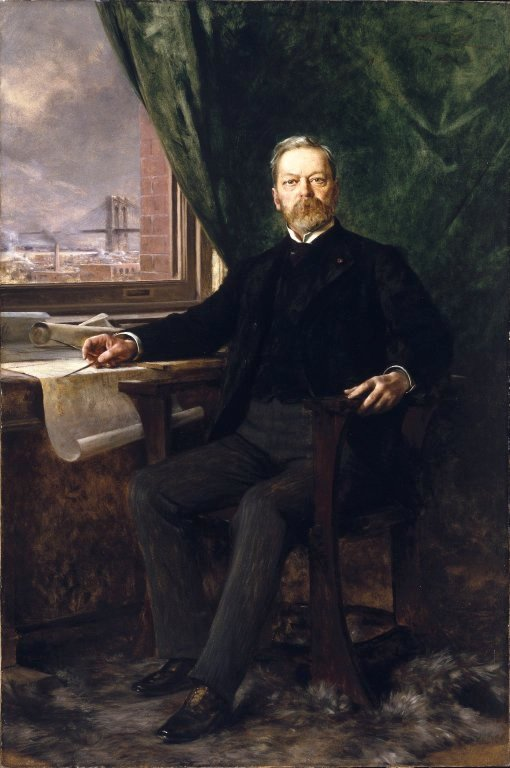
Портрет Вашингтона Рёблинга возле окна. Художник — Теобальд Шартран.

Автор исторической книги о строительстве моста Дэвид Маккалоу пишет, что это верно лишь отчасти. Вторую половину 1873 года Рёблинг со своей супругой провёл в немецком Висбадене, где пытался облегчить свои страдания, а после этого ещё 3 года прожил в семейном имении в Трентоне. Лишь в 1877 году, когда Рёблинг снова поселился в районе Бруклин-Хайтс, в его комнате с видом на мост действительно появился бинокль. Достоверно известно, что Вашингтон активно принимал участие в подготовительных работах. В частности, он занимался технической документацией — составлял требования к материалам, писал инструкции по добыче и обработке гранита и известняка, инструкции по установке кабелей, занимался перепиской с попечителями. Работой на местах руководили его помощники, при этом сам Рёблинг оставался в должности главного инженера.
Физическое отсутствие Вашингтона вызывало раздражение части вовлечённых лиц, особенно на фоне затянутого строительства и значительного перерасходования средств. Многие члены совета попечителей, особенно пришедшие на смену другим, никогда на собраниях не видели его воочию и знали лишь по переписке. Одним из возмутителей спокойствия стал недавно избранный мэр Бруклина Сет Лоу. На одной из встреч совета в июне 1882 года он настоял, чтобы главный инженер лично явился на следующее заседание и доложил о ходе работ. Как раз в это время Рёблинг, почувствовавший себя лучше, на лето переехал в курортный город Ньюпорт в Род-Айленде. Основные связанные со строительством проблемы были решены, и на мосту шла рутинная работа по закреплению ферм, установке вант и прокладке дорожного полотна. После того как Вашингтон пропустил две назначенные ему встречи, в местной прессе поползли слухи о его психическом расстройстве. Чтобы проверить их, Лоу лично посетил главного инженера на отдыхе, а после потребовал его отстранения от должности главного инженера, взамен предложив должность инженера-консультанта.
Решающее голосование в совете попечителей состоялось 11 сентября 1882 года. 10 голосов из 17 было отдано за сохранение должности главного инженера за Вашингтоном Рёблингом.

### Открытие
В общей сложности строительство Бруклинского моста продолжалось четырнадцать лет и закончилось ранней весной 1883 года. Мост обошёлся в 15 миллионов долларов — в два раза дороже, чем изначально планировалось. В начале мая Эмили Рёблинг и её кучер стали первыми людьми, кто проехал по новому мосту из Бруклина в Нью-Йорк в запряжённой лошадьми повозке. Женщина выбрала для путешествия новый фаэтон марки «Виктория» и взяла с собой петуха в качестве символа победы.

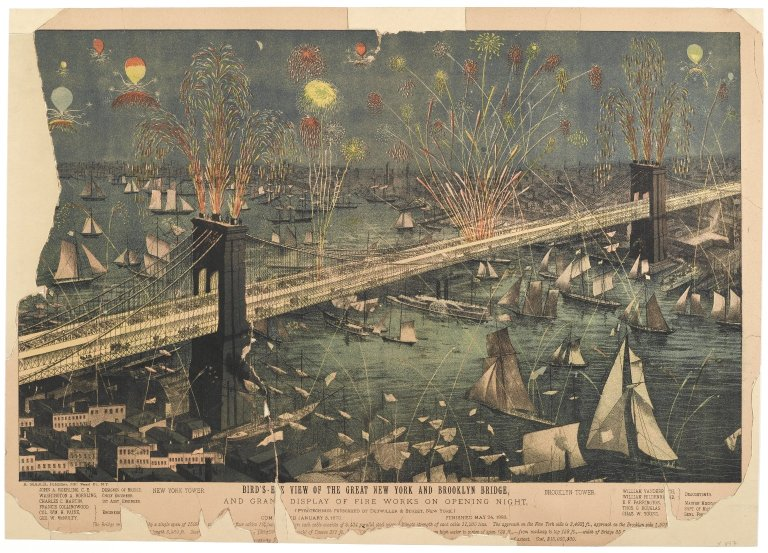
Фейерверки по случаю открытия Бруклинского моста

Торжественное открытие состоялось в четверг, 24 мая 1883 года. Инициатором торжеств стал мэр Бруклина Сет Лоу, объявивший этот день официальным праздником — «Народным Днём» (The People’s Day), и организовавший иллюминацию в домах и на улицах на прилегающей к мосту территории. В отличие от Бруклина, в Нью-Йорке день оставался рабочим, хотя в этот день все прилегающие к мосту пространства, включая крыши домов и пристани, были забиты людьми. Многочисленная ирландская диаспора признала выбор даты неудачным, поскольку она совпадала с днём рождения британской королевы Виктории, и в большинстве своём бойкотировала праздничные мероприятия.
Несмотря на праздничную атмосферу и внимание прессы, совет попечителей рассматривал официальную церемонию открытия скорее как закрытую, предназначенную для узкого круга людей. Члены совета выдали около 13 тыс. пригласительных билетов, в основном для официальных лиц и влиятельных бизнесменов (на официальные мероприятия не были приглашены инженеры и рабочие, строившие мост). Из Нью-Йорка в Бруклин был организован парад, в котором принял участие президент США Честер Артур. Президент в сопровождении губернатора Гровера Кливленда, мэра Нью-Йорка Франклина Эдсона, генерала Генри Слокама, 7-го нью-йоркского полка ополчения и оркестра прошёл по мосту пешком и на противоположном берегу встретился с делегацией Бруклина, возглавляемой мэром Лоу. Шествие сопровождалось салютом из пушек форта Гамильтон, военно-морской верфи и эскадры кораблей, возглавляемой фрегатом «Теннесси».

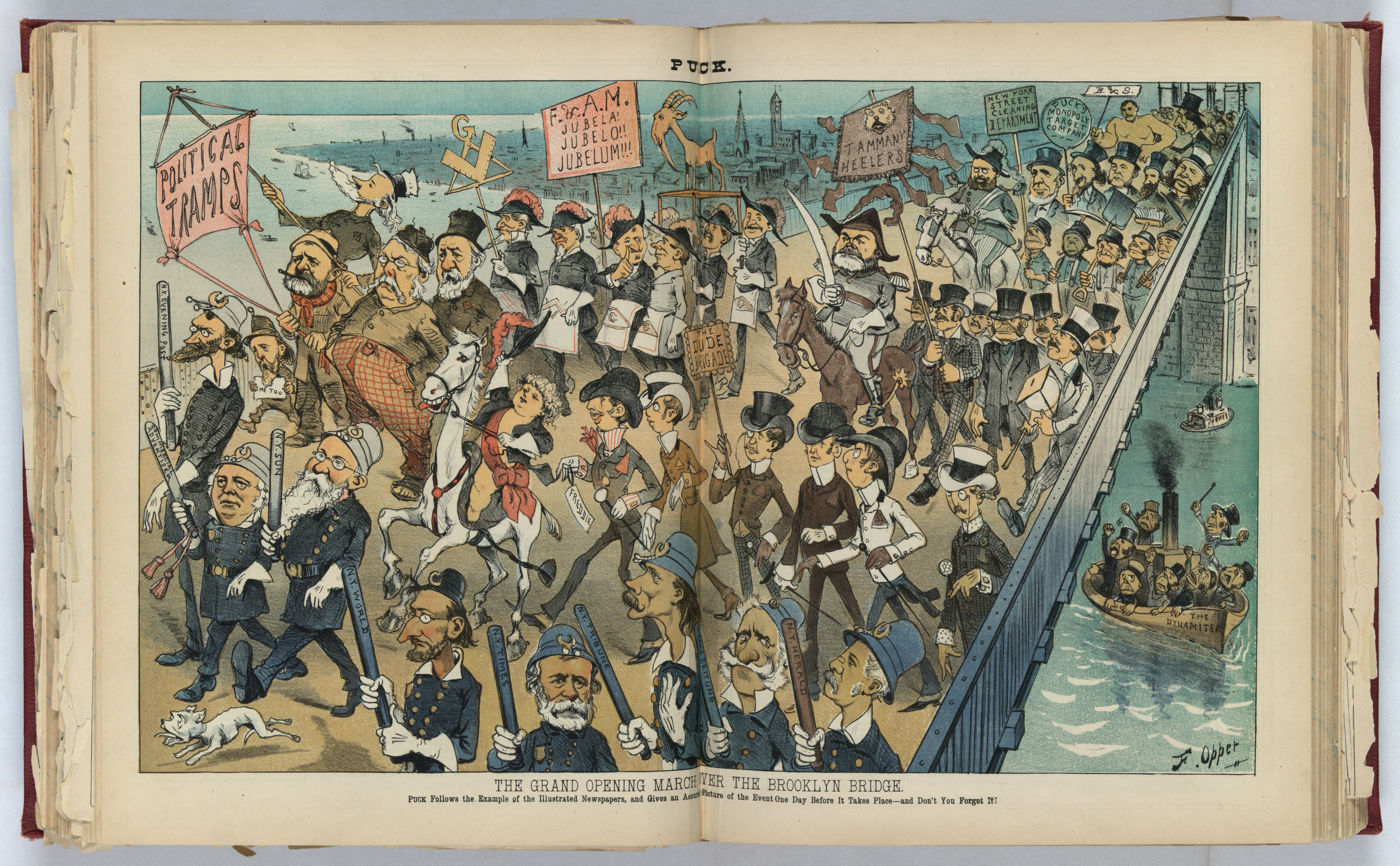
Карикатура в журнале Puck, высмеивающая элитарный парад в день открытия

В Бруклине в здании терминала состоялся торжественный митинг, на котором помимо прочих выступили члены Попечительского совета Уильям Кингсли, Сет Лоу и Абрам Хьюитт, а также преподобный Ричард Сторрс (Richard Salter Storrs). Большинство очевидцев смогли познакомиться с содержанием речей лишь впоследствии из газет, поскольку зал не обладал приемлемой акустикой. Во второй половине дня приглашённые лица имели возможность бесплатно прогуляться по мосту. Вечером в доме Рёблинга состоялся праздничный банкет, который посетили более тысячи человек, в том числе Честер Артур и другие ключевые фигуры официальной церемонии, ассистенты главного инженера, и члены семьи. Когда стемнело, над проливом в течение часа запустили более 10 тыс. штук фейерверков общей массой более 12 тонн, организованных фирмой Detwiller & Street.
В полночь мост был открыт для всех желающих, но уже за плату в один цент. По воспоминаниям очевидца, перед тем, как ему позволили пройти, он простоял в специальном загоне около 6 часов, зажатый людьми со всех сторон.

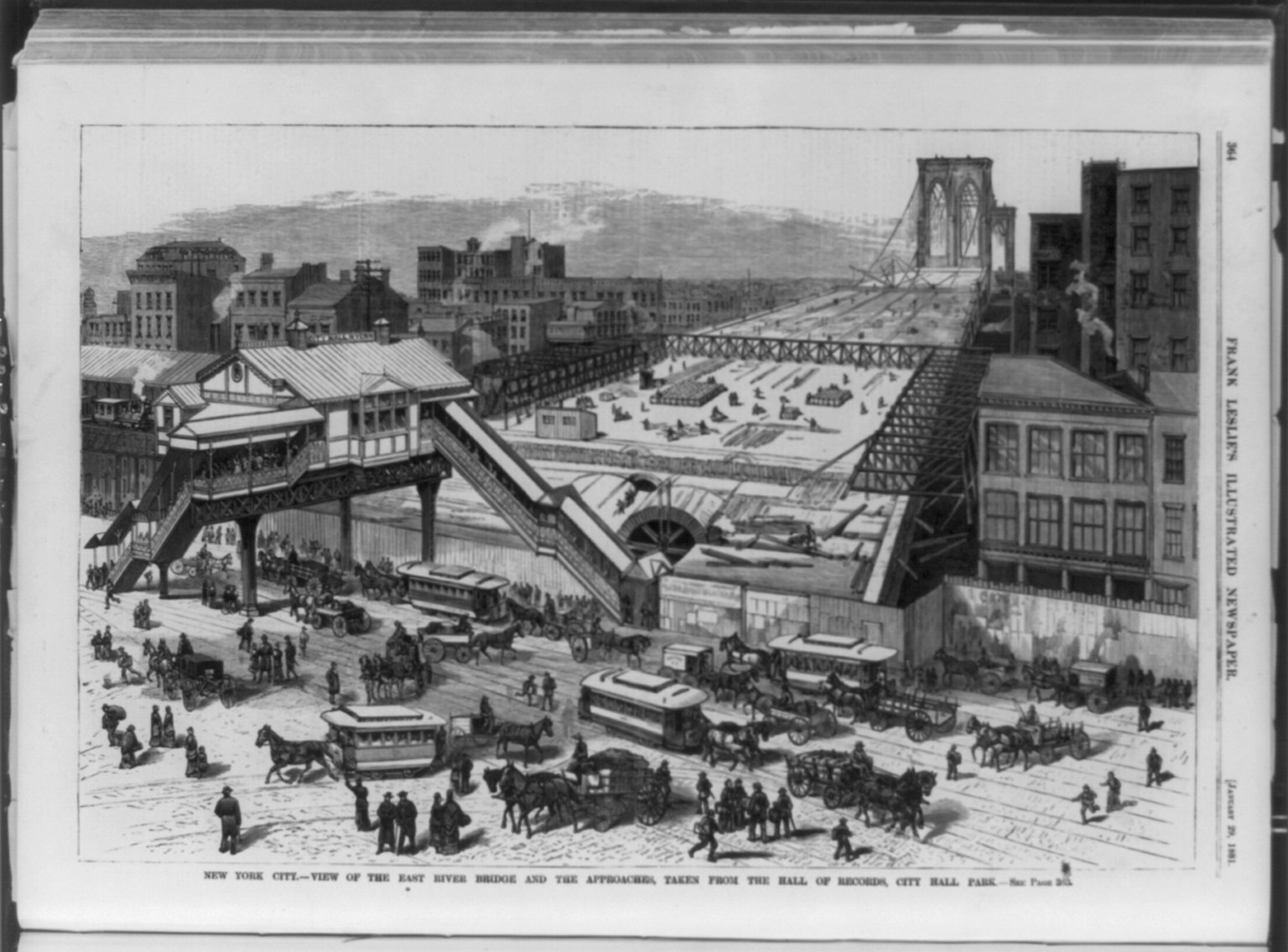
Мост в год открытия, взгляд со стороны Манхэттена

25 мая более чем 150 тыс. пешеходов и 1800 повозок пересекли пролив, воспользовавшись новой переправой. На следующий день поток несколько спал, но заметно увеличился в воскресенье — в этот день контролёры насчитали 163,5 тыс. пешеходов. Обстановка первые дни резко контрастировала с тем, что творилось на нём в день открытия. Прохожие жаловались на скученность, обилие карманных краж и неподобающее поведение отдельных личностей — от скачек до бросания камней в проходящие под мостом суда. Ощущение незащищённости и физической опасности, доминировавшее в толпе, в конце концов вылилось в трагическое происшествие. В День поминовения 31 мая на мосту одновременно находились около 20 тыс. человек. Возле двух узких лестниц, по которым в то время поднимались и спускались пешеходы, столкнулись два встречных потока. Одна поднимавшаяся женщина потеряла равновесие и упала, на неё начали падать другие люди. Кто-то издал крик, что мост рушится, и толпа в панике ринулась на выход. Образовавшаяся давка стала причиной гибели двенадцати человек, ещё тридцать пять серьёзно пострадали.
После трагедии многие стали опасаться внезапного обрушения моста. Чтобы уверить народ в прочности сооружения, менеджеры попросили гастролировавшего известного шоумена Финеаса Барнума провести по нему животных из своего цирка. 17 мая местные жители наблюдали необычное зрелище: 21 африканский слон во главе со ставшим знаменитым Джамбо, 7 двугорбых и 10 одногорбых верблюдов, а также неназванное число зебр и жирафов, перешли Бруклинский мост из Манхэттена в Бруклин.

## Первые годы эксплуатации

### Общественный транпорт

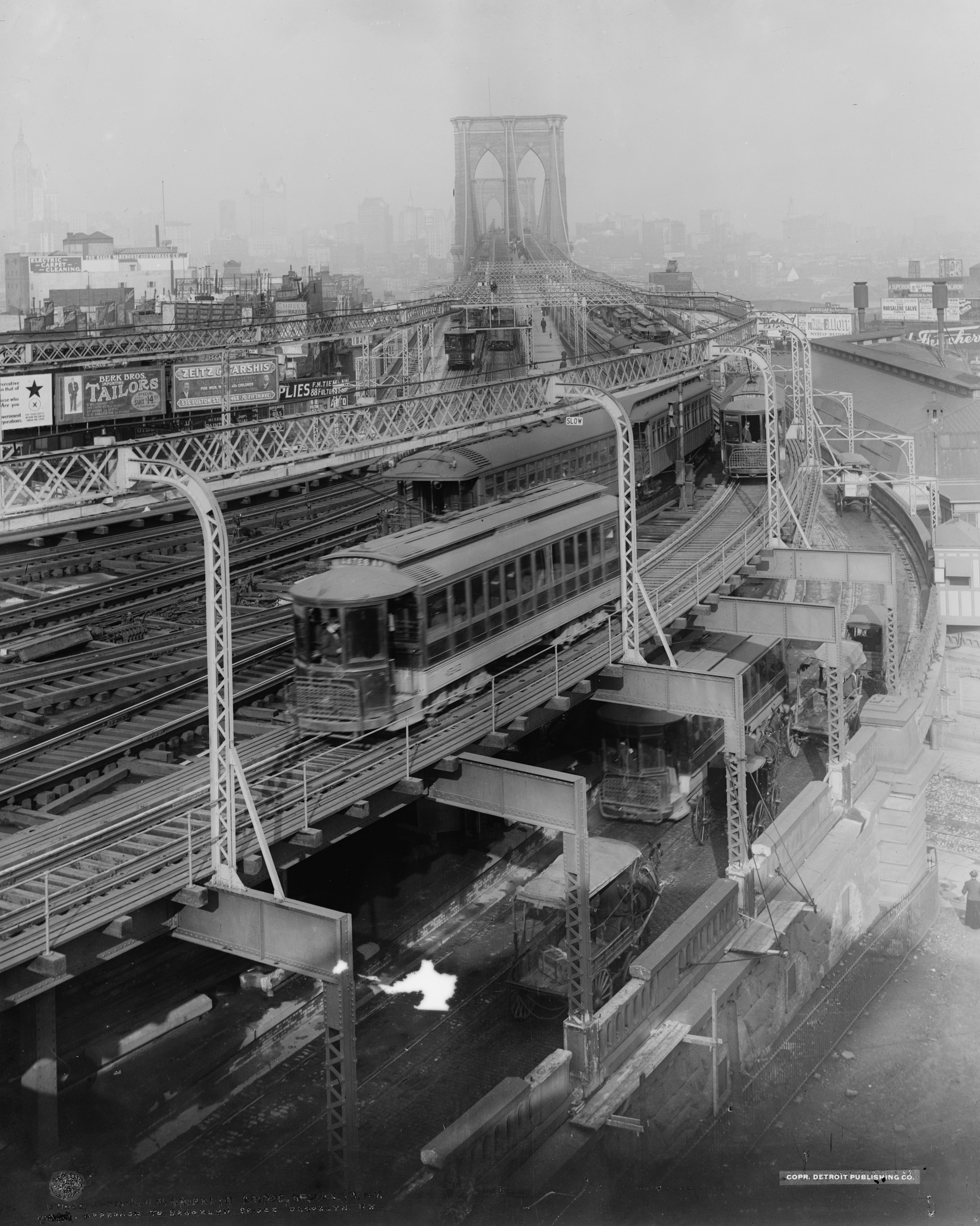
Трамваи на Бруклинском мосту. Снимок 1900-х годов.

25 сентября 1883 года на мосту начал функционировать общественный транспорт: между терминалами на Сэндс-стрит в Бруклине и Парк-Роу на Манхэттене стали курсировать сначала одновагонные, а затем и двухвагонные травмаи на канатной тяге, управляемые компанией New York and Brooklyn Bridge Railway. Пассажиропоток быстро увеличивался: за первый год эксплуатации этим видом транспорта воспользовались 9,2 млн, в 1885 году почти 20 млн, в 1888 году свыше 30 млн пассажиров. Существенный вклад в развитие работавшего круглосуточно транспорта внесла фирма Brooklyn Elevated Railroad, которая пришла на смену New York and Brooklyn Bridge Railway. Начиная с 1885 года, она расширила трамвайную сеть, проложив несколько эстакадных линий во внутренние районы Бруклина, и добавила новые колеи на мосту. В 1888 году количество вагонов в трамваях достигло четырёх, в 1907 году пяти и шести; эти транспортные цепочки впоследствии трансформировались в поезда метрополитена. В 1895 году вдоль путей протянули электрические провода, и трамваи снабдили токоприёмниками. Электрификация позволила вывести из эксплуатации тяговые канаты и вращавшие их паровые котлы.

### Несостоявшиеся проекты
Через 2,5 года после открытия известная изобретательница и общественный деятель Линда Гилберт обратилась к попечителям с предложением организовать на вершинах пилонов смотровые площадки, к которым бы вели паровые лифты из стекла и железа. По мнению общественницы, часть полученных от коммерческого нововведения доходов можно было бы направить на реформу пенитенциарной системы. Предложение было принято к рассмотрению, но так никогда не было реализовано.
В 1889 году Совет попечителей обсуждал возможность постройки ещё одного уровня поверх существующего — общественный транспорт не справлялся с потоком пассажиров. Вашингтон Рёблинг, к тому времени отошедший от дел и не комментировавший решения попечителей, на этот раз выступил резко против нововведения. По мнению главного инженера, подвесная конструкция могла не выдержать дополнительную нагрузку, а пешеходную дорожку пришлось бы ликвидировать.
Обсуждения различных предложений по улучшению транспортной доступности и обустройству прилегающей территории продолжались вплоть до начала Великой Депрессии в 1929 году.

### Прыжки в воду

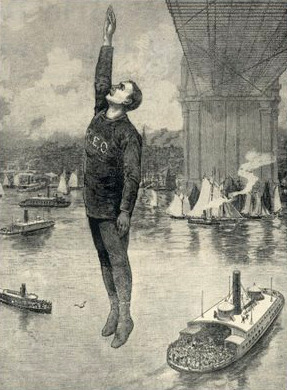
Прыжок Роберта Одлума

В первые десятилетия с моста было произведено несколько прыжков, часть из которых закончилась трагически. Первым в этом списке оказался инструктор по плаванию Роберт Одлум. 19 мая 1885 года он в присутствии зрителей на буксире прыгнул с моста в воду. Спасатели вытащили на борт ещё живого мужчину, но вскоре тот скончался от внутреннего кровотечения, вызванного разрывом внутренних органов. Помимо желания прославиться и заработать, основной мотивацией поступка Роберта стало желание продемонстрировать, что люди не умирают от падения в воздухе как такового. Тем самым Одлум хотел поощрить других прыгать из горящего здания в растянутую под ними сеть.
Стив Броди заявил, что он был следующим сорвиголовой, кто совершил прыжок в июле 1886 года. Мужчину арестовали, но затем отпустили из-за отсутствия свидетелей происшествия, за исключением личного друга подозреваемого. Благодаря газетной шумихе и предприимчивости, Броди вскоре стал местной знаменитостью и неплохо заработал, выступая на публичных площадках города. В частности, он обыграл свой предположительный полёт в пьесе «На Бауэри» (On the Bowery, 1894) Роберта Стивенса, с большим успехом шедшей на нью-йоркских подмостках.
Месяц спустя закончившийся благополучно прыжок при многочисленных свидетелях совершил газетчик Ларри Донован — его оштрафовали на 10 долларов за создание помех движению, не найдя повода для более тяжкого обвинения. Фрэнсис Маккэри покончил жизнь самоубийством в результате падения в 1892 году. Карикатурист Отто Эпперс совершил прыжок в 1910 году и без видимых повреждений был подобран ожидавшим его буксиром. Его арестовали за попытку самоубийства, однако на суде оправдали. Первой женщиной, прыгнувшей с моста в пролив, стала Клара Макартур. Она совершила свой опрометчивый поступок в сентябре 1895 года, наполнив чулки двадцатью фунтами песка, чтобы оставаться в вертикальном положении, и закрепив под мышками надувные камеры, поскольку не умела плавать. Камеры лопнули при ударе о воду и женщина потеряла сознание, но её всё же удалось спасти. К 1983 году было известно о почти 50 падениях в Ист-Ривер, 33 из которых оказались смертельными.

### Технические инциденты
Опасения по поводу надёжности конструкции возобновились на рубеже веков. В июле 1898 года на проезжей части моста образовался затор, вызванный перегородившей дорогу падшей лошадью. Повозки сталкивались друг с другом, нагрузка на полотно увеличилась в три раза. Внезапно раздался звук, похожий на сильный треск или взрыв — это под тяжестью транспортных средств деформировалась одна из стоек фермы.

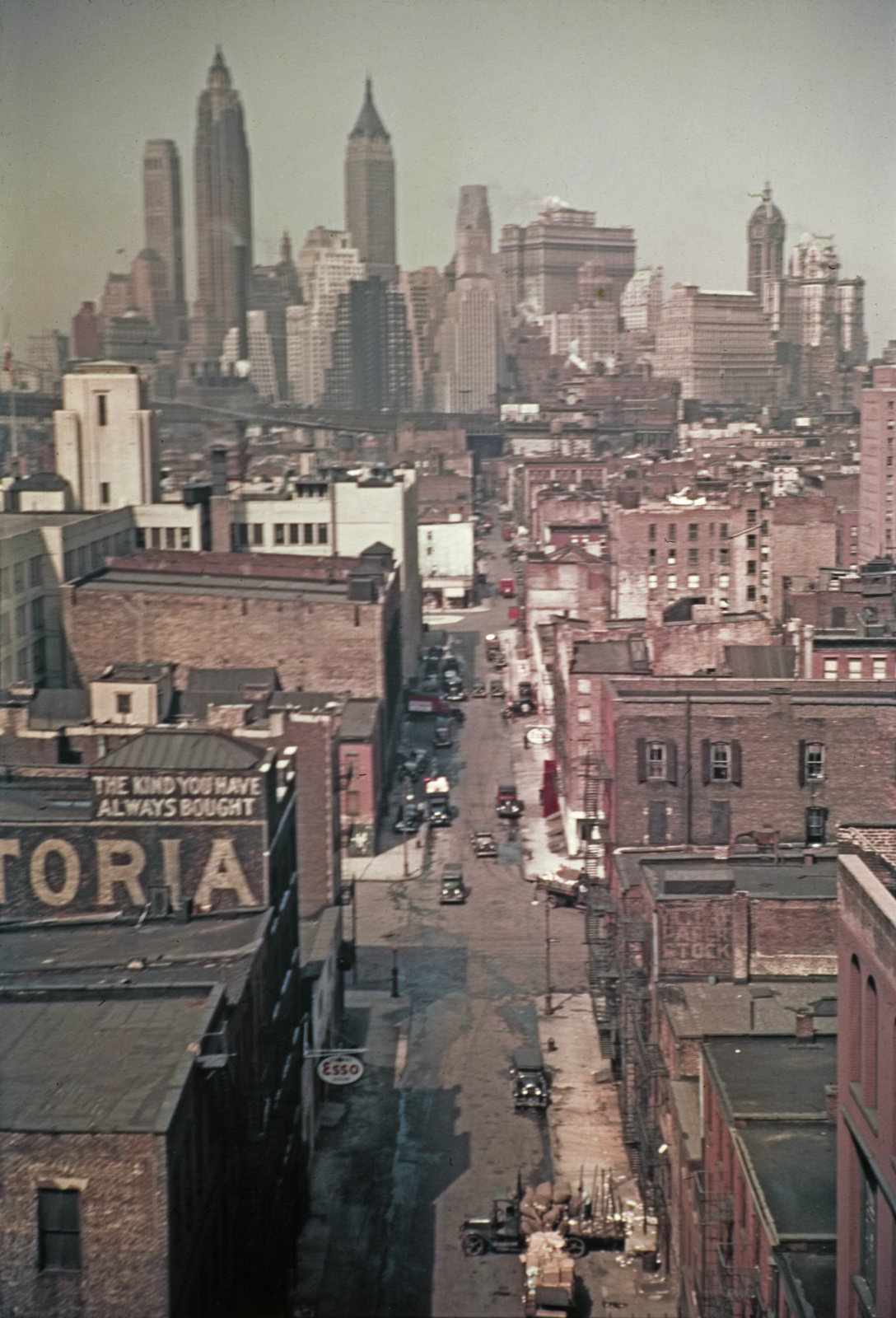
Вид на Нижний Манхэттен с высоты Манхэттенского моста, снимок 1938 года. Видны несущие канаты Бруклинского моста.

Три года спустя, в июле 1901 года сотрудник полиции сообщил о двенадцати порванных вертикальных тросах — подвесках. Эксперты предложили две возможные причины поломки — либо коррозию металла, либо чрезмерную нагрузку на мост вследствие возросшего трафика. Несмотря на то, что в ходе расследования других дефектов не обнаружили, после этого инцидента были наняты пять инспекторов, ежедневно следящие за техническим состоянием моста; дополнительные расходы составили 250 тыс. долларов в год. Транспортная компания Brooklyn Rapid Transit Company, пришедшая на смену Brooklyn Elevated Railroad, в 1905 году заявила о пределе своих возможностей по увеличению пропускной способности переправы.
Востребованность возведения ещё одной переправы между островами Манхэттен и Лонг-Айленд стала очевидной уже в 1890 году, когда прозвучали первые предложения на этот счёт. Строительство ещё одного уровня на Бруклинском мосту было признано нецелесообразным, поскольку это привело бы к чрезмерной перегрузке несущей конструкции. В результате в первой декаде XX века над проливом появились ещё три моста: Вильямсбургский (1903), Куинсборо (1909) и Манхэттенский (1909).
Следующий связанный с конструкцией серьёзный инцидент произошёл в июле 1922 года. В результате высокой транспортной нагрузки два крайних несущих каната на несколько сантиметров сместились ближе к середине моста (произошло боковое смещение роликов литой формы, на которую опираются канаты на вершинах пилонов). Мнения официальных лиц по поводу происшествия разделились. Гровер Уэйлен (Grover Whalen), комиссар по делам заводов и сооружений, выступил в пользу капитального ремонта сооружения. Эрнест Куоззо (Ernest Cuozzo), экс-секретарь Департамента мостов, рекомендовал закрыть мост, «пока не произошло несчастье». Ведущий инженер-мостостроитель Густав Линденталь заявил, что мосту ничего не угрожает. Тем не менее по мосту запретили движение автомобилей и понизили максимально допустимый вес городского транспорта.

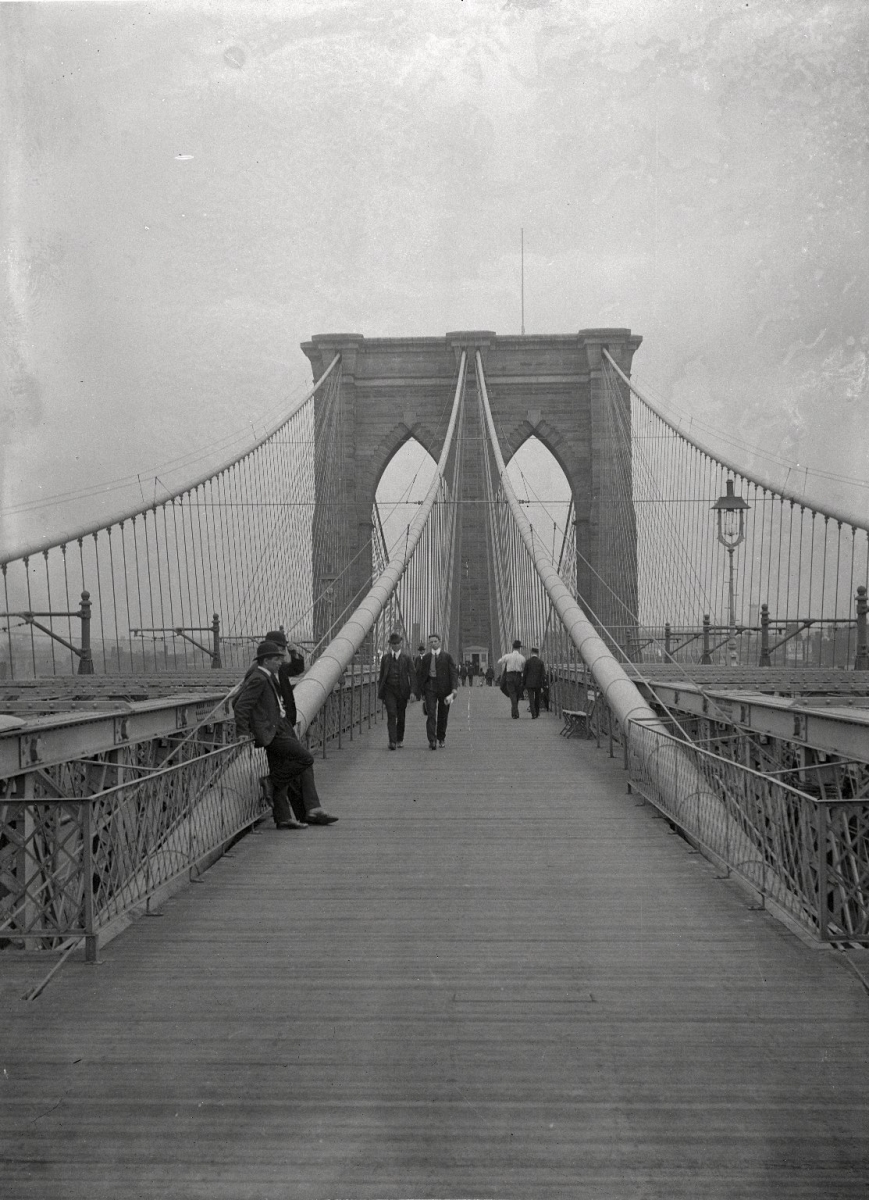
Прогулочный променад в 1899 году

### Транспортные пошлины
Бруклинский мост изначально рассматривался как коммерческий проект: за доступ на него требовалось заплатить пошлину. Поездка на трамвае обходилась в пять центов. Столько же взимали со всадника, сидящего верхом на лошади, а вот поездка в гужевой повозке обходилась уже в десять центов. Пешеходы изначально платили один цент. Существовали отдельные расценки на домашний крупный рогатый скот, овец и свиней. В 1911 году мэр объединённого к тому времени Нью-Йорка Уильям Гейнор отменил взимание пошлин на всех мостах через Ист-Ривер, в том числе и на Бруклинском мосту. Впоследствии было три попытки возобновить оплату: мэром Джоном Линдси и губернатором штата Нельсоном Рокфеллером в 1973 году, и дважды мэром Эдом Кочем в 1980 и 1987 годах, однако все они оказались безуспешными. Брайан Кетчем (Brian Ketcham), в администрации Линдси отвечавшей за разработку плана по очищению воздуха, вспоминал попытку 1973 года следующим образом: «Таксомоторная индустрия ненавидела меня. Индустрия грузоперевозок, в то время контролируемая мафией, угрожала мне. Все были в ярости. Это было очень мучительно».

## Вторая половина XX века

### Реконструкция 1948—1954 годов
Инженер Дэвид Штейнман, выросший, как он выразился, «в тени Бруклинского моста» и считавший его священным, первый раз выступил с инициативой реконструкции сооружения в 1934 году. Тогда предложенный им план был отвергнут, как чересчур радикальный: проект предусматривал полную замену всей подвесной конструкции, включая фермы жёсткости и мостовое полотно. В 1948 году Штейману всё же удалось согласовать контракт с Департаментом общественных работ Нью-Йорка на менее масштабное обновление.

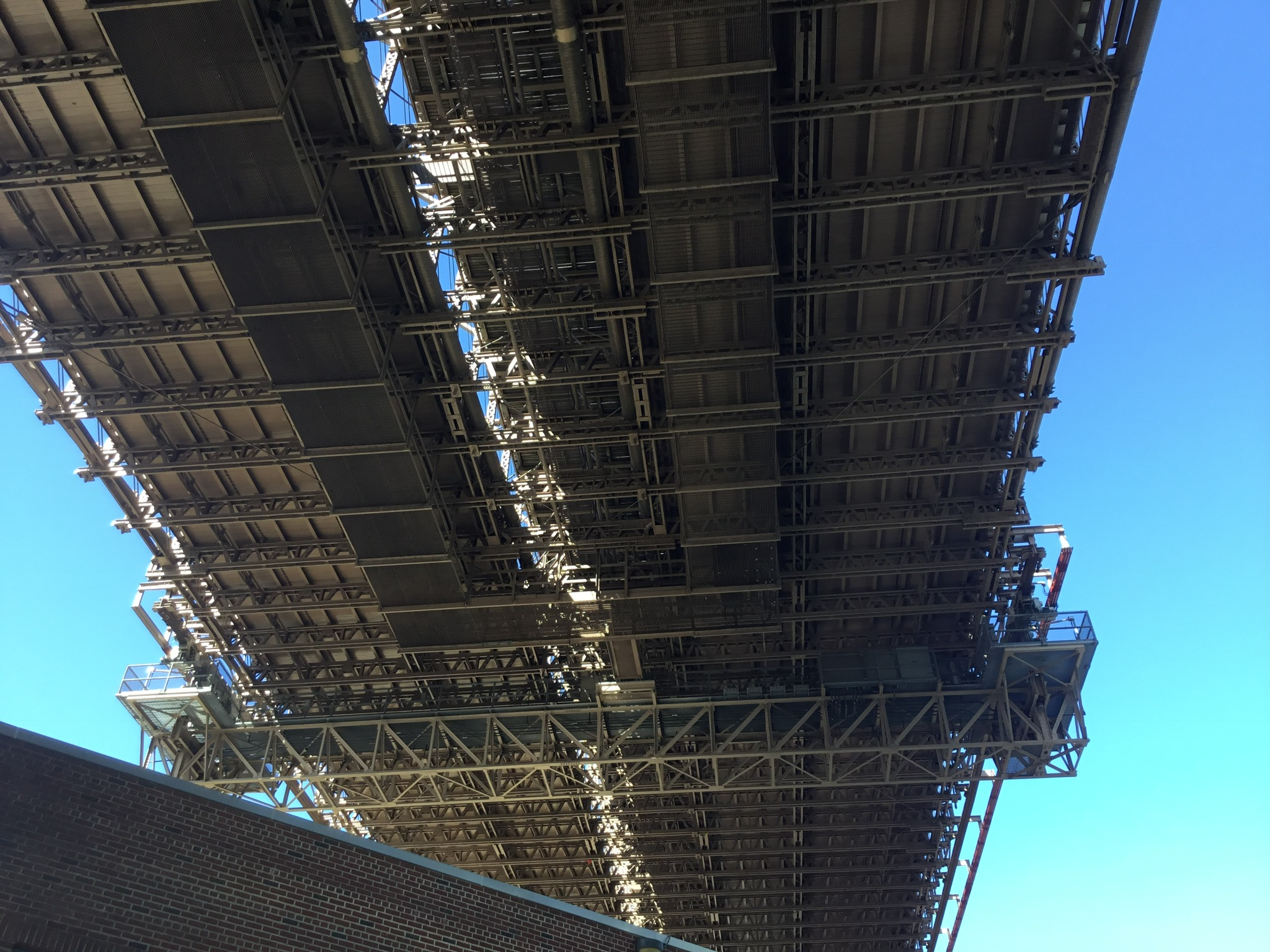
Стальное дорожное полотно, появившееся в результате реконструкции 1948—1954 годов. Снимок 2023 года.

Инженер удалил две из шести ферм как избыточные — они не подвешивались на тросы и тем самым не передавали свою долю нагрузки на пилоны. За счёт освободившегося места была расширена проезжая часть — в законченном виде дорога занимала три полосы в каждую сторону. Глубина внешних ферм, наоборот, выросла до 5,2 м, что позволило увеличить их долю в вертикальной жёсткости конструкции. Была проложена новая проезжая часть — вместо деревянного настила появились заполненные бетоном стальные двутавровые балки со стальной сеткой. Настил пешеходной дорожки также заменили, но «для сохранения традиций и комфорта» оставили деревянным. Кроме того, инженер опасался, что любой заменитель древесины ещё больше увеличит постоянную нагрузку на подвесную систему. Над автомобильной дорогой установили новые светильники на кронштейнах типа шлюпбалки, не отбрасывающие тень.
Начиная с 1950 года движение рельсового транспорта на мосту было полностью прекращено, вся соответствующая инфрастуктура демонтирована. В пространстве под пешеходной дорожкой, где ранее размещались электрические и телефонные кабели, соорудили проход для технического персонала. Были подготовлены новые съезды — к улице Адамс, площади Кэдман-Плаза и строящейся магистрали Brooklyn-Queens Expressway со стороны Бруклина, и к улице Парк-Роу со стороны Манхэттена.

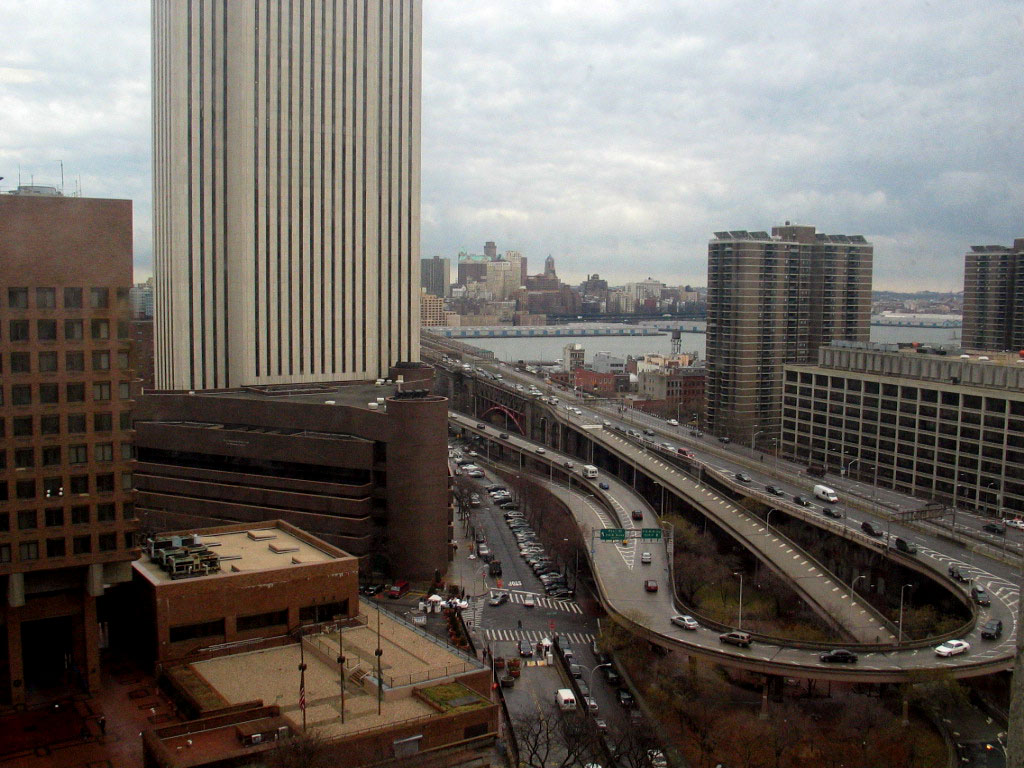
Съезды с моста в сторону магистрали ФДР (по дуге) и на улицу Парк-Роу (прямо), построенные в 1960-х годах. Снимок 2008 года.

В результате реконструкции, которая продолжалась с 1948 по 1954 год, пропускная способность моста удвоилась. Изменив технические характеристики, Штейнман всё же стремился сохранить внешний вид и историческое восприятие Бруклинского моста, ставшего к тому времени одним из символов города. Несмотря на ограниченное вмешательство, редакторы профессионального журнала Architectural Forum раскритиковали изменения, заявив, что Штейнман уничтожил «наиболее привлекательное, что было в сооружении». По мнению критиков, дополнительные балки уменьшили обзор со стороны пешеходной дорожки и полностью закрыли его со стороны проезжей части. Мостовое полотно потеряло свою изящность, став более тяжеловесным и мускулистым. «Там было всё — кроме старого парящего волшебства» — заключил журнал в своей редакторской колонке.

### Транспортные развязки
Развитие транспортной инфрастуктуры возле моста шло параллельно его реконструкции и продолжилось после официального завершения. В Бруклине в 1954—1955 годах более чем вдвое расширили въезд на мост со стороны улицы Адамс, в 1959 году начала функционировать развязка со стороны магистрали Brooklyn-Queens Expressway. В Манхэттене в 1950-х — 1960-х годах была произведена масштабная перепланировка пространства перед мостом — два десятка домов, включая небоскрёб Нью-Йорк-Уорлд-билдинг, снесли ради новых развязок. В 1968 и 1969 годах были открыты съезд с моста и въезд на мост со стороны магистрали ФДР, огибающей остров со стороны Ист-Ривер. Наконец, в следующем, 1970 году был закончен пандус, соединяющий мост с улицей Парк-Роу.

### Обветшание и обновления

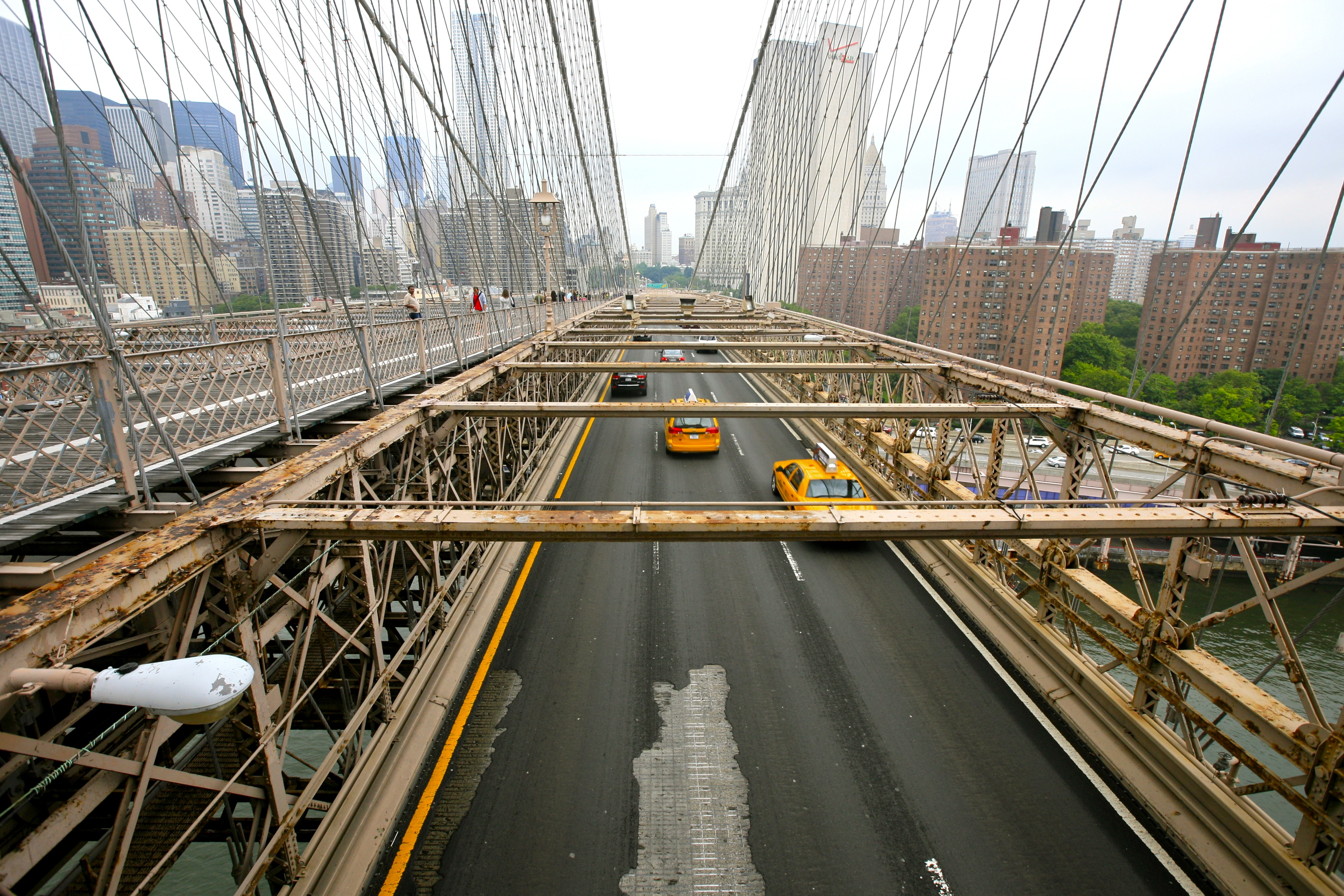
Коррозия дорожного покрытия

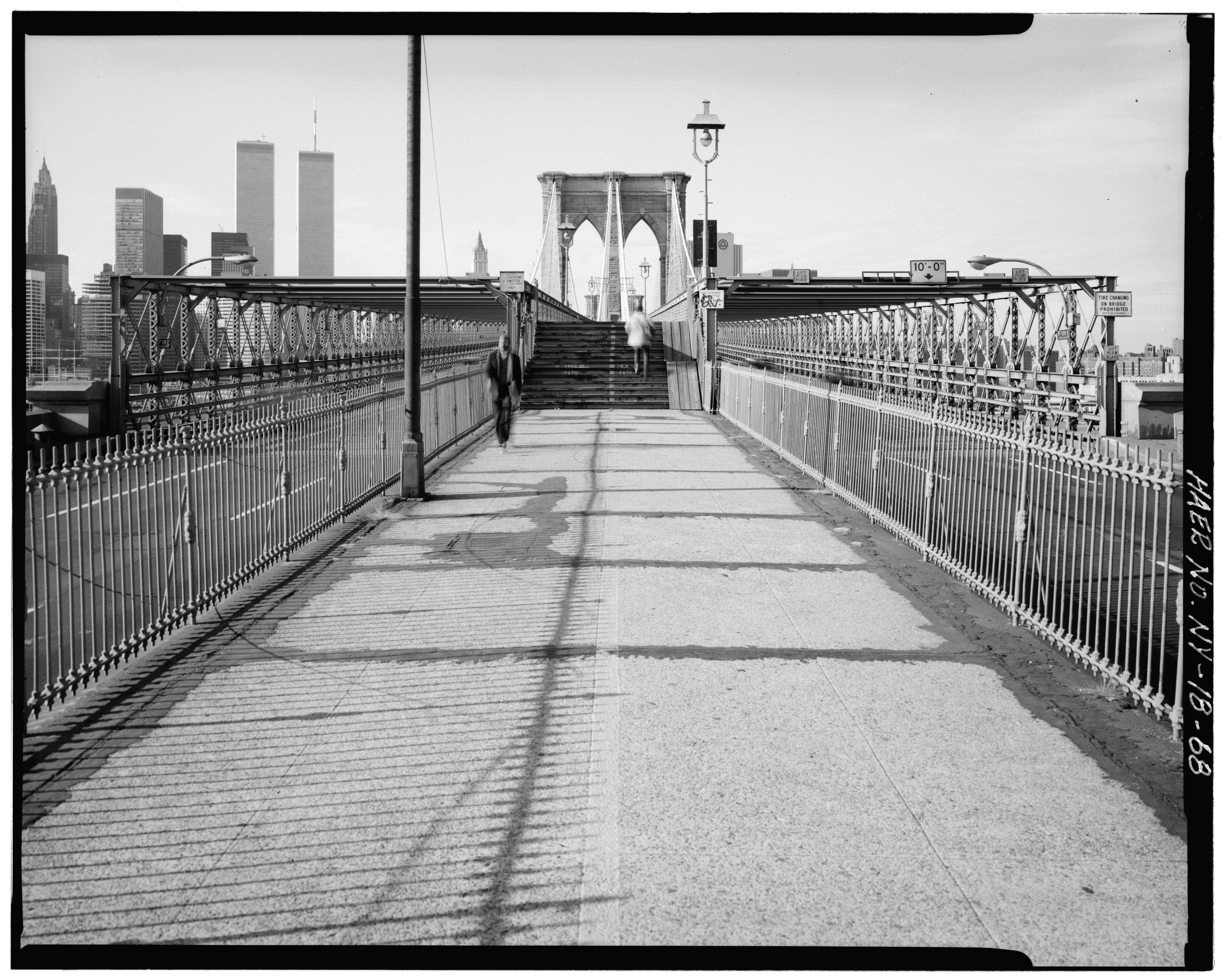
Ныне не существующие ступеньки променада

После окончания строительных работ стало заметно, что мост постепенно приходит в упадок. Если до Второй мировой войны на нём трудилось около двухсот штатных сотрудников, то к концу столетия это число сократилось до пяти.
В 1974 году на мосту запретили движение тяжёлых транспортных средств — автобусов, грузовиков и фургонов с целью замедлить эрозию бетонного покрытия. В опубликованном в 1978 году в газете The New York Times отчёте отмечалось, что кабели заметно изнашиваются и в деревянном настиле пешеходной зоны появились дыры. В 1980 году газета New York Daily News пришла к выводу, что сооружение пришло в настолько плачевное состояние, что ему грозит закрытие. Так, по утверждениям издания, у части кабелей половина прядей были оборваны.
В июне 1981 года два ванта лопнули, убив пешехода. Комиссия пришла к выводу, что обрыв произошёл из-за ржавчины в анкерном креплении и ему необходим срочный ремонт. Менее чем месяц спустя после этого инцидента провис ещё один кабель. В преддверии 100-летнего юбилея город приступил к новому обновлению конструкции. Подвески и ванты, сплетённые из бракованной проволоки Джозефа Хэя (см. выше ), а также муфты крепления заменили аналогичными элементами, произведёнными сталелитейной фирмой Bethlehem Steel. Там, где позволял клиренс для прохода	обмоточной машины, поменяли также обмотку несущих канатов, остальные места обложили неопреном. Была отремонтирована лестница, ведущая на мост со стороны улицы Вашингтон в Бруклине. Лестницы на Манхэттене, выходившие на улицы Тиллари и Адамс, заменили пандусом. Короткие лестничные пролёты на пешеходной дорожке удалили. В 1982 году добавили ночную подсветку моста, чтобы подчеркнуть его архитектурные особенности.
Исследование 1993 года показало высокое содержание свинца на поверхностях мостового полотна возле пилонов. В 1999 году ремонтные работы произвели после того, как небольшие осколки бетона, залитого в середине века, стали осыпаться в воду.

## XXI век

### Чрезвычайные ситуации
В XXI веке произошли два события, в результате которых мост функционировал только для пешеходов. После терактов 11 сентября 2001 года общественный транспорт в Нью-Йорке встал, и многие работники возвращались домой пешком. Как свидетельствует корреспондент телеканала France 24, за несколько часов Бруклинский мост пересекли около полумиллиона человек, часть из которых с ног до головы была покрыта сероватой, белесой пылью.
14 августа 2003 года движение на мосту снова остановилось, на этот раз вследствие масштабного отключения электроэнергии. Тысячи людей снова устремились на мост, но атмосфера на этот раз была более спокойная и дружелюбная. Во время последнего события мост стал покачиваться из стороны в сторону и вверх-вниз, что объяснили чрезмерной нагрузкой и синхронным шагом. Несмотря на обеспокоенность сообщениями ряда экспертов, в частности доцента кафедры строительных технологий в Массачусетском технологическом институте Джона Оксендорфа (John A. Ochsendorf) и преподавателя инженерного дела в Кембридже Аллана Макроби (Allan McRobie), специалисты Департамента транспорта Нью-Йорка выступили с успокаивающим заявлением, что вибрации сооружения не выходили за рамки нормы. Представитель ведомства Божидар Янев (Bojidar Yanev), возглавлявший отдел по инспекции мостовых сооружений, заявил, что Бруклинский мост «вероятно, является самым защищённым от движений, выходящих из-под контроля, мостом в мире». По мнению Янева, прочности сооружения способствуют спроектированные Джоном Рёблингом три системы поддержки: подвески, ванты и фермы жесткости. Если что-то и случится экстраординарное, то мост просядет, но не рухнет.
Во время забастовки работников транспорта в 2005 году (как и ранее в 1980 году) многие люди добирались на работу и с работы пешком; в одно такое утро в знак признательности к прохожим на мосту присоединился действующий мэр Майкл Блумберг.

### «Капсула времени»

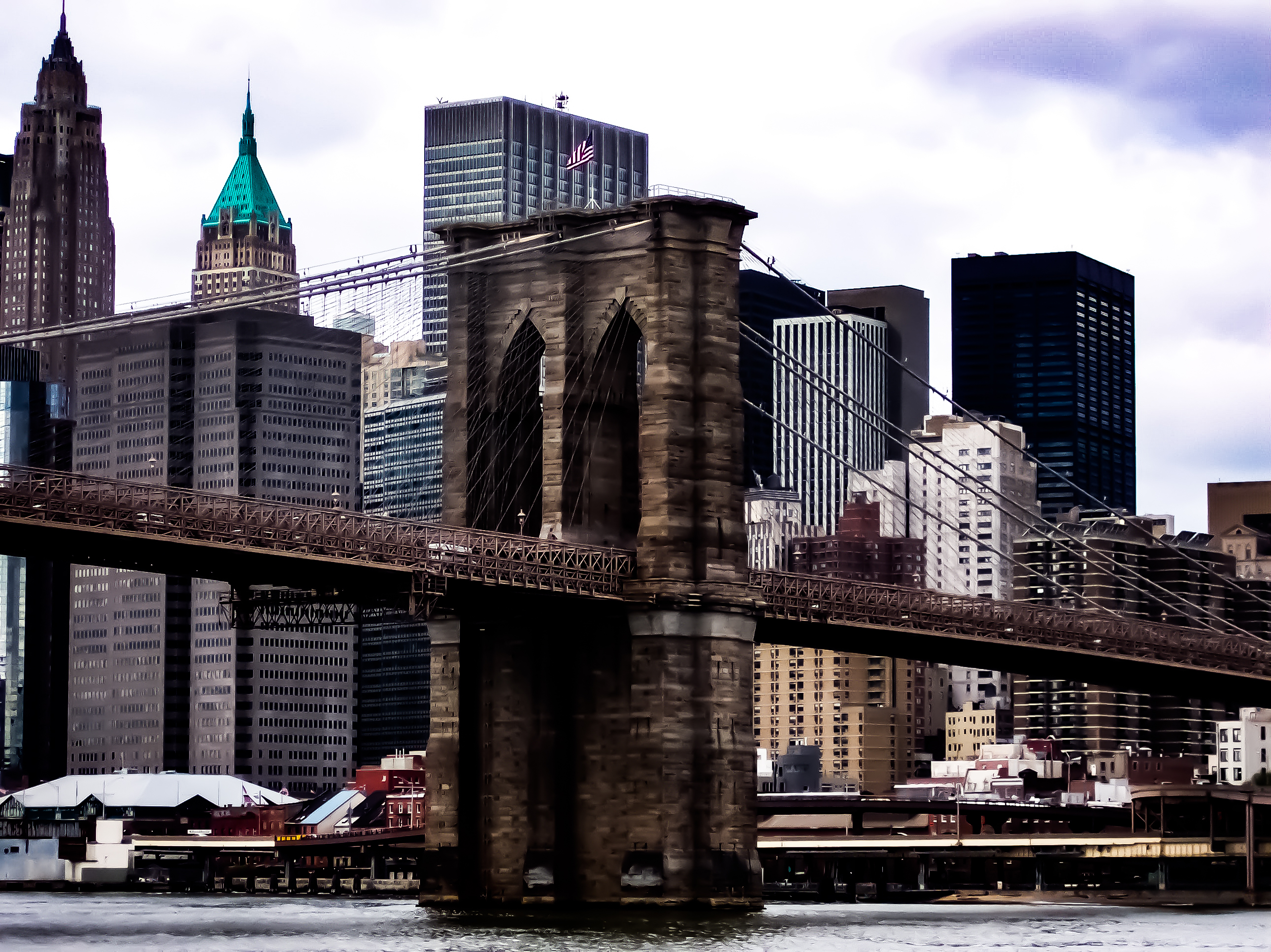
Снимок 2005 года

В марте 2006 года рабочие, проводившие плановую инспекцию подвальных помещений под мостом на Манхэттене, наткнулись на склад продовольствия и предметов первой необходимости, явно подготовленный на случай ядерного столкновения с Советским Союзом. В тайнике, прозванном журналистами «капсулой времени», хранились более 350 тыс. металлических банок с галетами, приготовленными «для выживания в условиях гражданской обороны». В помещении стояли бочки, в которых некогда хранили питьевую воду — со временем жидкость испарилась, но при этом на бочках сохранилась надпись «для повторного использования в качестве унитаза». Упаковки с одеялами можно было вскрыть «только после нападения противника». Из лекарственных средств выделялись коробки с декстраном, который используют как плазмозаменяющее средство при кровопотерях и различных формах шока. Судя по маркировкам (называют 1957 и 1962 года), склад наполнялся во времена, предшествующие Карибскому кризису, и во время него.

### Проекты по модернизации
В 2010-х годах была произведена очередная модернизация стоимостью 811 млн долларов. На въездных эстакадах расширили узкие места (что позволило добавить вторую полосу движения) и заменили дорожный настил. На улице Йорк-стрит, которая проходит под мостом в Бруклине, увеличили дорожный просвет. Мост заново покрасили, положили новое дорожное покрытие. Были восстановлены арочные блоки, заменены ржавые перила и защитные ограждения.
В 2016 году Департамент транспорта Нью-Йорка объявил о планах по укреплению фундамента пилонов и реконструкции каменных арок на подъездных путях.

### Загруженность
По оценкам Департамента транспорта Нью-Йорка 2022 года, мост ежедневно пересекают 107 тыс. автомобилей, 32 тыс. пешеходов и 4 тыс. велосипедистов.

## Историческое признание

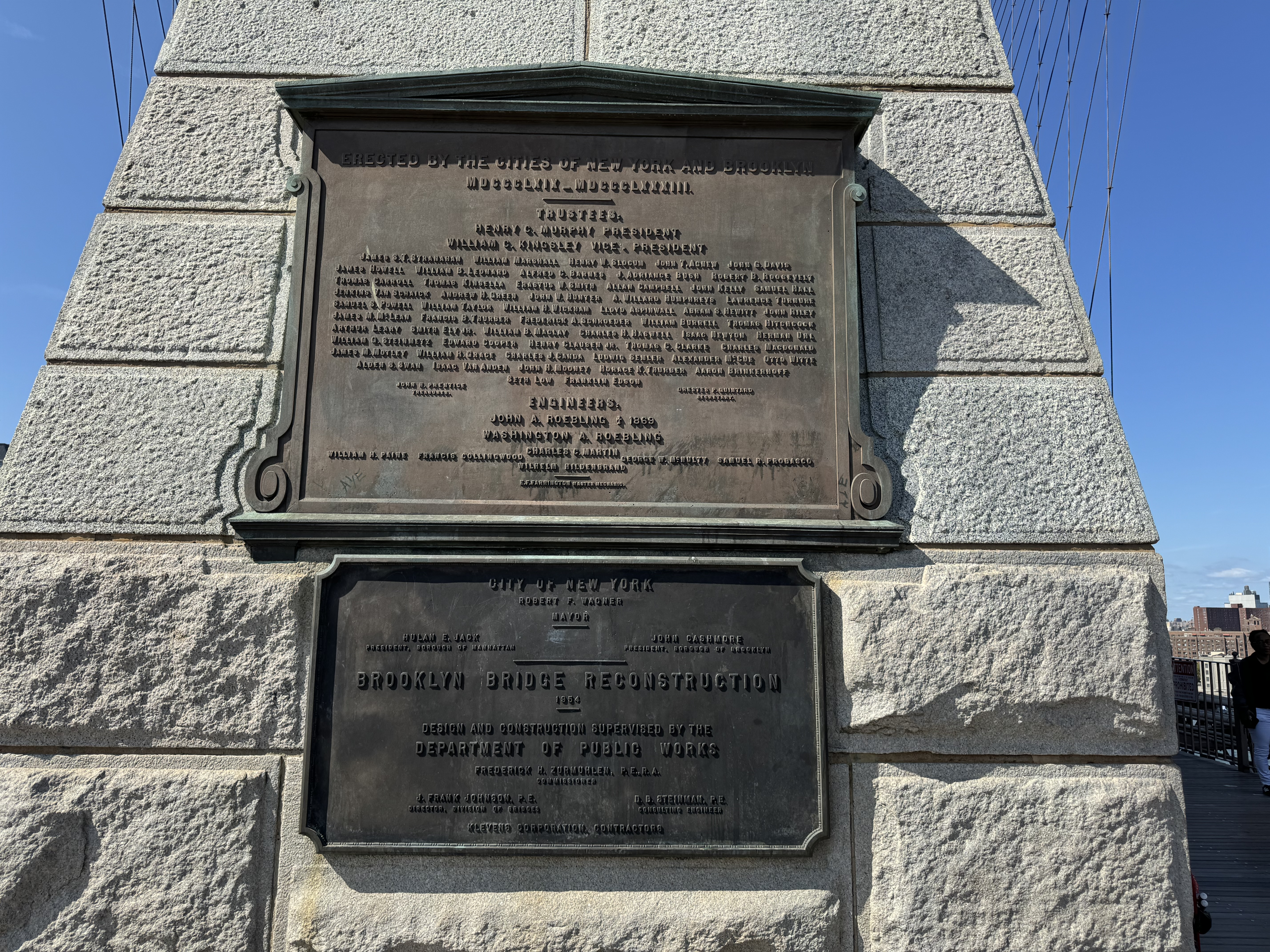
Памятные доски на опоре моста. Сверху — список попечителей и инженеров, построивших сооружение. Снизу — памятная доска в честь реконструкции 1948—1954-х годов с перечислением ключевых фигур.

В 1964 году Бруклинский мост был включен в список национальных исторических памятников США. В 1966 году мост был добавлен в Национальный реестр исторических мест. В 1972 году мост был назван национальным историческим памятником гражданского строительства. С 2017 года мост является кандидатом на включение в список объектов Всемирного наследия ЮНЕСКО.

## Резонансные события

### Криминальные происшествия
2 августа 1979 года бригадир ремонтной бригады сообщил о подозрительном предмете на вершине одного из пилонов. Поднявшиеся по переносному лифту детективы обнаружили действующее радиоуправляемое взрывное устройство, спрятанное внутри банки из-под краски. Устройство, которое по словам полиции могло взорваться в любой момент, было обезврежено на месте. В закладке устройства признался местный художник Джон Халперн (John Halpern), заявивший, что оно является «относительно безобидным произведением искусства»
1 марта 1994 года 28-летний уроженец Ливана Рашид Баз (Rashid Baz) открыл огонь по микроавтобусу, в котором в этот момент находились пятнадцать любавичских хасидов. Один из пассажиров автобуса, 16-летний Аарон Хальберштам (Aaron Halberstam), скончался спустя несколько дней после ранения в голову. Ещё три человека были ранены, один из них — тяжело. Преступник, стрелявший из автоматической винтовки, был задержан на следующий день и впоследствии осуждён на 114 лет тюрьмы за терроризм на почве национальной ненависти. Происшествие произошло спустя несколько дней после резни в Хевроне, в ходе которой израильский поселенец убил 29 человек во время молитвы в мечети. Год спустя въезд на мост со стороны Манхэттена был официально назван «Мемориальной эстакадой имени Ари Хальберштама» (англ. Ari Halberstam Memorial Ramp).
В 2003 году были обнародованы данные, что террористическая организация Аль-Каида планировала обрушить Бруклинский мост, перерезав несущие канаты с помощью паяльной лампы. Оценил целесообразность заговора родившийся в Пакистане и получивший гражданство США «спящий агент» Айман Фарис (Iyman Faris). В 2002 году Фарис рассмотрел потенциальные возможности осуществления задуманного и признал его трудновыполнимым. Свои выводы он в кодовом письме по электронной почте передал Халиду Шейху Мохаммеду, одному из организаторов террористического акта 11 сентября 2001 года.

### Публичные акции

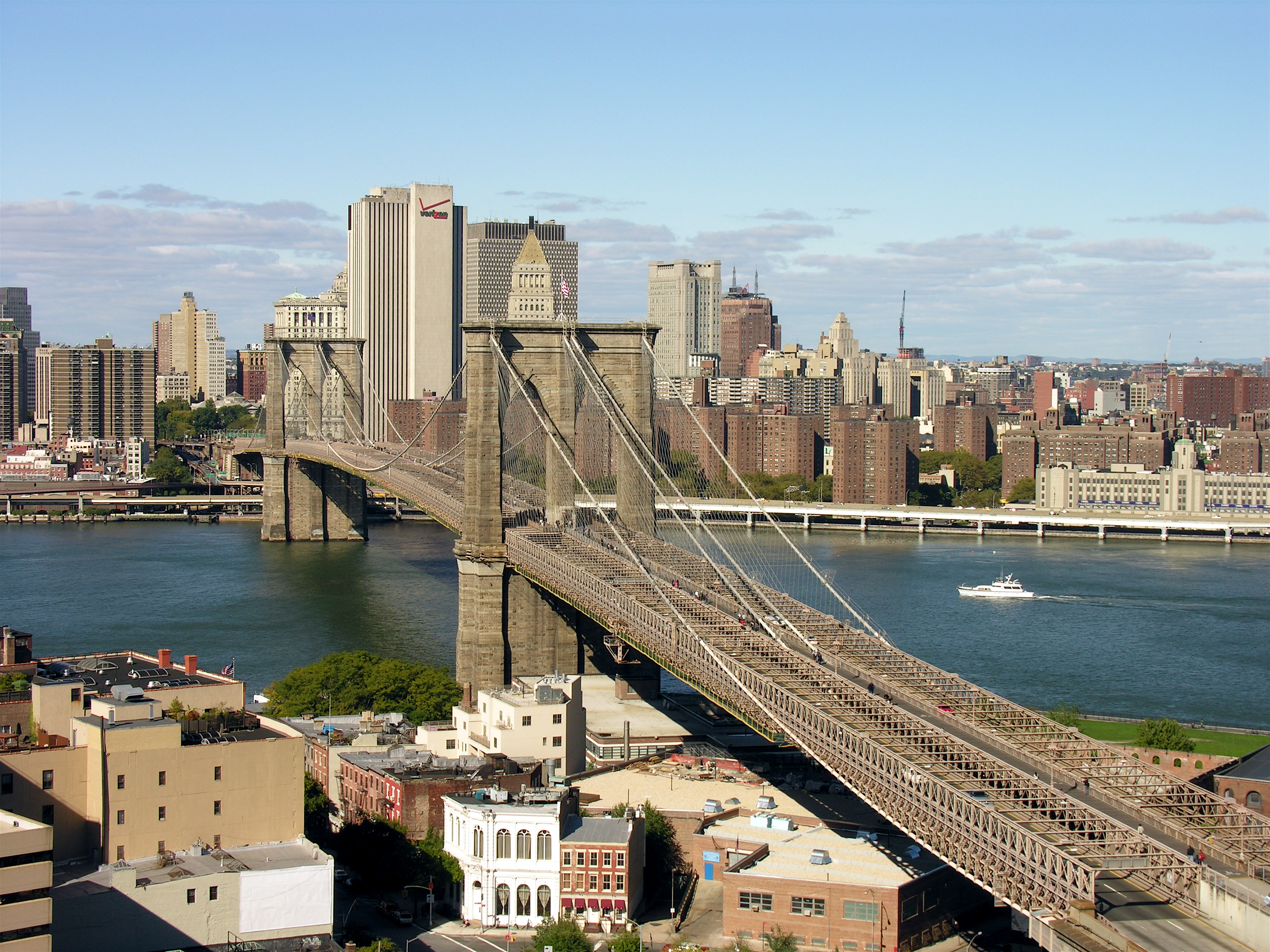
Вид на мост со стороны Бруклина. На заднем плане — здания Манхэттена в районах Ту-Бриджес, Цивик-центр и Чайна-Таун.

19 мая 1977 года в Нью-Йорке состоялась не согласованная с властями акция — семь художников из группы Art Corporation of America Inc. по канатам поднялись на опоры самых высоких висячих мостов Манхэттена, в том числе Бруклинский. Целью перформанса, который участники акции назвали «Бриджинг», было «на один день стать заменой насилию и страху в средствах массовой информации». На вершинах пилонов художники одновременно зажгли ярко-жёлтые дымовые шашки, что привело к перебоям в движении, вниманию СМИ и задержанию руферов. Теоретик постмодернизма Йозеф Бойс назвал это событие «первой социальной скульптурой, использующей масс-медиа в качестве искусства».
1 октября 2011 года на мосту были задержаны более 700 участников протестного движения «Захвати Уолл-стрит», выступавших против финансовой нечистоплотности корпораций, глобального потепления и социального неравенства. Во время акции толпа на несколько часов перекрыла движение и вступила в столкновения с полицией. По сообщениям правоохранителей, большинство задержанных получили штрафы за нарушение общественного порядка и были отпущены.
22 июля 2014 года на флагштоках пилонов вместо традиционных флагов США появились белые полотна аналогичного размера. Ответственность за акцию взяли на себя два берлинских художника, которые заявили, что вывешенные ими флаги призваны отпраздновать «красоту общественного пространства» и годовщину смерти родившегося в Германии Джона Рёблинга. Художники отрицали какую-либо политическую подоплёку акции.

### Юбилейные мероприятия
В 1983 году Нью-Йорк с размахом отметил столетие моста. 24 мая, в день открытия, состоялась праздничная демонстрация: 18 тыс. человек, многие из которых были одеты в костюмы XIX века, прошли по маршруту от Бруклинской ратуши до Бэттери-парка на Манхэттене, минуя Бруклинский мост; в этом мероприятии приняли участие мэр города Эд Коч и президент Бруклина Ховард Голден. Шествие сопровождалось фонтанами разноцветных брызг из пушек стоящих в проливе противопожарных катеров. В ресторане Ривер-Кафе на дебаркадере встретились около 150 прямых потомков инженера Джона Рёблинга. Вечером состоялся праздничный салют из 6600 залпов фейерверков — больше, чем когда-либо до этого было в истории США. Бруклинский музей организовал масштабную выставку произведений искусства, так или иначе связанных с мостом.

## Мост глазами современников

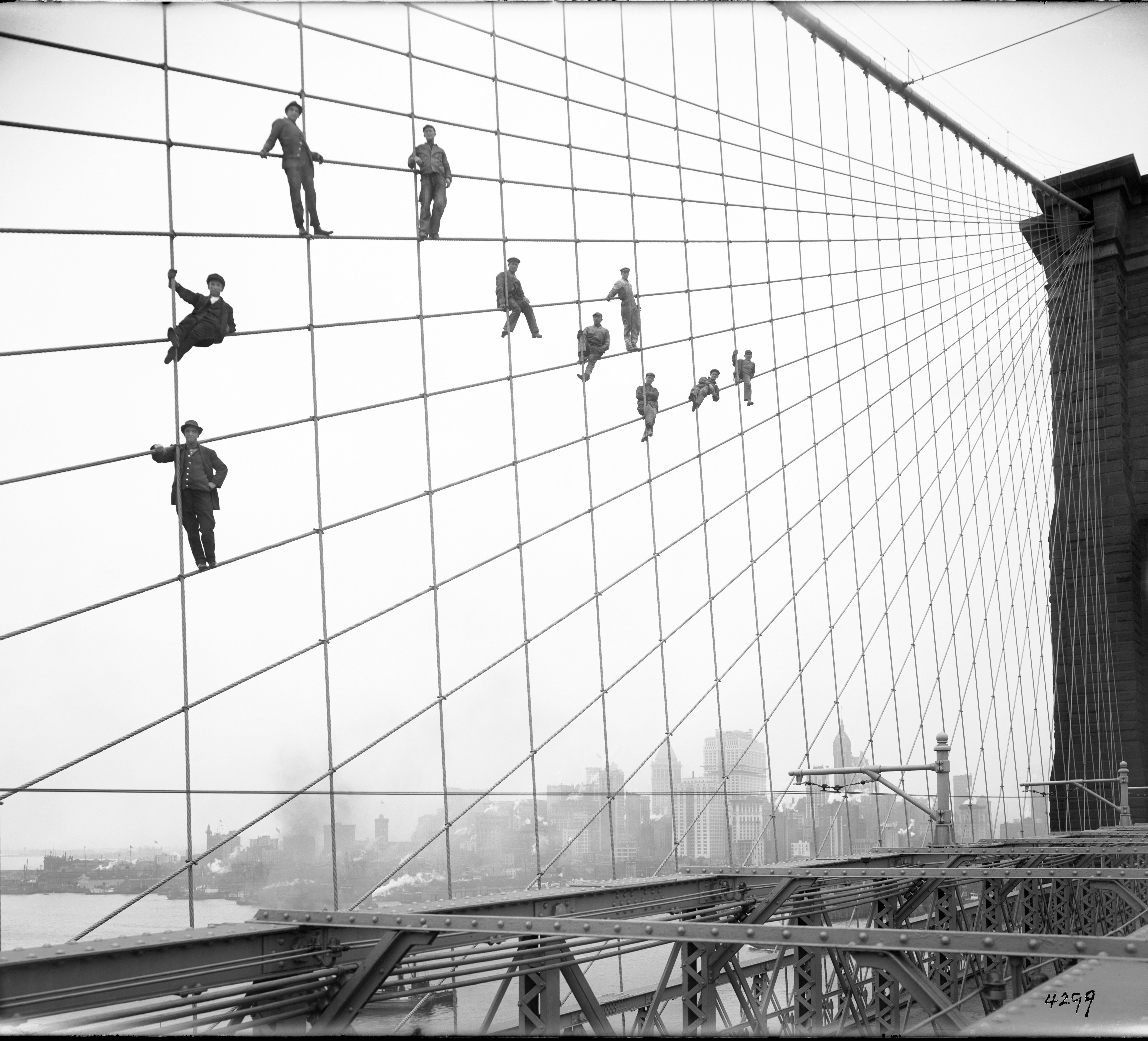
Маляры на кабелях Бруклинского моста. Снимок 1914 года.

Открытие моста произвело фурор в средствах массовой информации: большинство из примерно 540 местных газет и журналов посвятили событию свои первые полосы. Восторженные отзывы поддержали наиболее респектабельные издания в Бостоне, Филадельфии, Ричмонде, Вашингтоне, Чикаго, Олбани и крупных европейских столицах. Мост часто называли «восьмым чудом света», в прессе доминировали фразы «событие национального масштаба», «чудо науки», «поразительная демонстрация способности человека изменить лицо природы» и т. п.
В XIX и первой половине XX века иммигранты и туристы прибывали в Нью-Йорк по морю, и одним из первых объектов, которые они встречали в Нью-Йоркской бухте, был Бруклинский мост. Широко разрекламированный в путеводителях, для многих он служил всемирно известным символом веры, который непременно надо было увидеть. Яркие воспоминания о прогулках сохранились в записях актрисы Сары Бернар, писателей Поля Бурже и Герберта Уэллса. Будущий лауреат Нобелевской премии по литературе Бьёрнстьерне Бьёрнсон назвал мост фирменным знаком Америки, в котором отразились смелый дух, огромные способности, и великое видение нации. Генри Джеймсу мост не понравился, как и город — он в силуэте сооружения увидел нечто зловещее, «чудовищный организм», знаменующий начало новой эпохи.
Бруклинский мост больше, чем любое другое искусственное сооружение в Америке, изображён на многочисленных картинах, гравюрах, офортах и литографиях. Художественные фотографии сооружения создали Элвин Коберн и Карл Страсс.

### Архитектурная критика

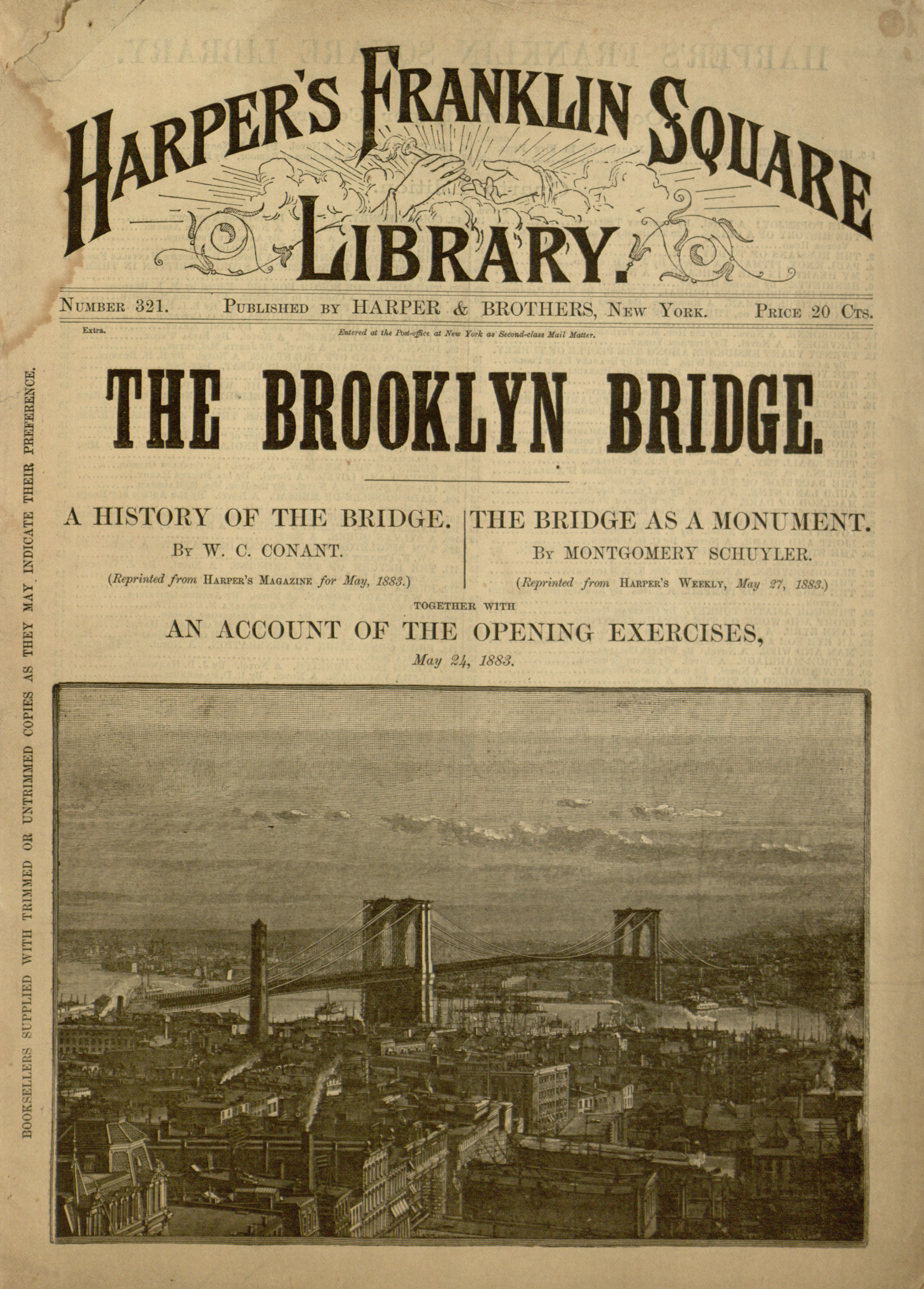
Публикация издательства Harper & Brothers с двумя статьями журнала Harper’s Weekly от мая 1883, посвящёнными Бруклинскому мосту: «A History of the Bridge» В. Конанта и «The Bridge as a Monument» Монтгомери Скайлера

Первым критическим обзором моста с точки зрения архитектуры стала статья под названием «The Bridge as a Monument», вышедшая весной 1883 года в еженедельнике Harper’s Weekly. Автор публикации журналист Монтгомери Скайлер представил читателям отдалённое будущее, в котором некий археолог исследует безлюдные руины Нью-Йорка. Канаты и дорожное полотно давно рассыпались, Рёблинги забыты подобно создателям египетских пирамид, и только каменные башни пилонов одиноко стоят посреди пролива. Что этот археолог подумает о нас, задался вопросом Скайлер? Отвечая на свой вопрос, газетчик назвал пилоны непрактичными. По его мнению, четыре отдельно стоящие башни более эффективно бы удерживали мостовое полотно, чем две сдвоенные арки.
В противоположность Скайлеру американский архитектор Фрэнк Ллойд Райт, ставший одним из основоположников направления «органической архитектуры», очень высоко отозвался о создателе Бруклинского моста Джоне Рёблинге, назвав его одним из своих учителей. Историк архитектуры Льюис Мамфорд в работе «Коричневые десятилетия: исследование искусств в Америке, 1865—1895» (1931) поставил Бруклинскому мосту высшую оценку, поставив его в один ряд с Монументом Вашингтону и поздними творениями Генри Ричардсона. «В этой структуре, — писал он, — архитектура прошлого, массивная и оберегающая, сталкивается с архитектурой будущего — лёгкой, воздушной, открытой солнечному свету, архитектурой скорее пустоты, чем твёрдого тела».
Талбот Хэмлин, преподававший архитектуру в Колумбийском университете, пришёл к выводу, что башни производят «впечатление огромной мощи», подобное тому, что было у дворцов Фив, римского Колизея и соборов в Реймсе и Вестминстере.

### В литературе
Сергей Есенин вместе с супругой Айседорой Дункан путешествовал по США в 1922—1923 годах. Свои впечатления о поездке он изложил в очерке «Железный Миргород» (1923). Америка в глазах поэта предстала промышленно развитой, но духовно глубоко провинциальной страной. Описывая Бруклинский мост, Есенин сравнивает его создателей с Гайаватой — собирательным образом индейца из поэмы Лонгфелло, который некогда жил в этих краях.

Но и всё же, если взглянуть на ту беспощадную мощь железобетона, на повисший между двумя городами Бруклинский мост, высота которого над землей равняется высоте 20-этажных домов, все же никому не будет жаль, что дикий Гайавата уже не охотится здесь за оленем. И не жаль, что рука строителей этой культуры была иногда жестокой.
— Железный Миргород
Владимир Маяковский в 1925 году с выступлениями посетил Кубу, Мексику и США, в том числе Нью-Йорк. Как пишет автор биографии поэта Семён Кэмрад, «Бруклинский мост был одним из тех чудес техники, ради которых так упорно стремился Маяковский „за 7000 верст вперед“». По мнению искусствоведа Ричарда Хау, поэт увидел в нём идеал конструктивизма и будущее социализма. Результатом поездки стали двадцать два стихотворения, а также книга очерков «Моё открытие Америки». Одно из стихотворений так и называется: «Бруклинский мост».

Как в церковь

        идёт

              помешавшийся верующий,

как в скит

        удаляется,

               строг и прост, —

так я

       в вечерней

               сереющей мерещи

вхожу,

       смиренный, на Бруклинский мост.
— Бруклинский мост
Испанский поэт Федерико Гарсия Лорка в 1929—1930 годах изучал английский язык в Колумбийском университете, был свидетелем биржевого краха и начала Великой Депрессии. Нью-Йорк произвёл на испанца гнетущее впечатление, его картины рисуют ядовитых змей и других ужасных рептилий, выползающих из чрева города прямо на его улицы. Бруклинский мост для поэта — «полярная звезда» города, но звезда безрадостная, центр отталкивающей бесконечной панорамы, место для реализации дикарской и опустошённой натуры. В сборник произведений «Поэт в Нью-Йорке» (1931) вошло стихотворение «Город в бессоннице (Ноктюрн Бруклинского моста)», в котором звучит тема изоляции в круглосуточном кошмаре бизнеса и технологий.

Никому не уснуть в этом небе. Никому не уснуть.

Никому.

Что-то выследил лунный народец и кружит у хижин.

Приползут игуаны и будут глодать бессонных,

а бегущий с разорванным сердцем на мостовой споткнется

о живого каймана, равнодушного к ропоту звёзд.
Оригинальный текст (исп.)
No duerme nadie por el cielo. Nadie, nadie.

No duerme nadie.

Las criaturas de la luna huelen y rondan sus cabañas.

Vendrán las iguanas vivas a morder a los hombres que no sueñan

y el que huye con el corazón roto encontrará por las esquinas

al increíble cocodrilo quieto bajo la tierna protesta de los astros.

— Федерико Гарсия Лорка: Избранное (1983). Перевод А. Гелескула. с. 126

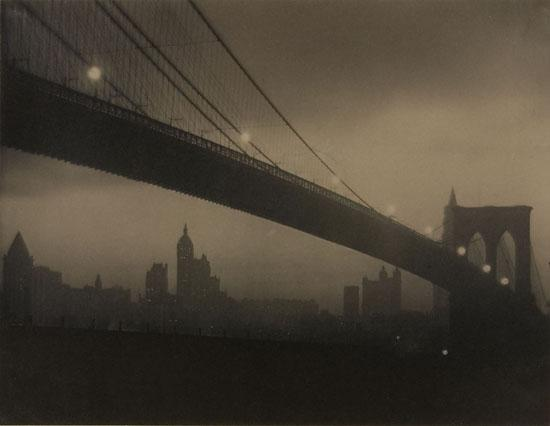
«Бруклинский мост, Ноктюрн» — фотография Карла Страсса, 1912

Американский поэт Харт Крейн, родившийся в глубинке, в юношеские годы обосновался в Нью-Йорке. В 1923—1930 годах он работал над поэмой «Мост» (The Bridge, 1930). Называя своё произведение «мистическим синтезом „Америки“», поэт-романтик восторгается Бруклинским мостом, считает его символом творческой энергии, видит в нём эпический синтез страны и её структурной идентичности.
Американский драматург Максвелл Андерсон наибольшего признания достиг в пьесах на исторические темы. В трагедии «Воцарение зимы» (1935), написанной под влиянием дела Сакко и Ванцетти, главный герой по имени Мио хочет добиться отмены приговора против его отца, осуждённого и казнённого за не совершённое им преступление. Действие одной из ключевых сцен, в которой герой встречает настоящего преступника, происходит на берегу Ист-Ривер под Бруклинским мостом — среди унылого пейзажа, где живут бездомные и тифозные крысы. Мост в произведении — аллегория, своими светлыми башнями символизирует прогресс, достижение, путь наверх из трущоб. Но для главного героя он, как и торжество правосудия, до конца пьесы остаётся недостижимой целью.

### В живописи

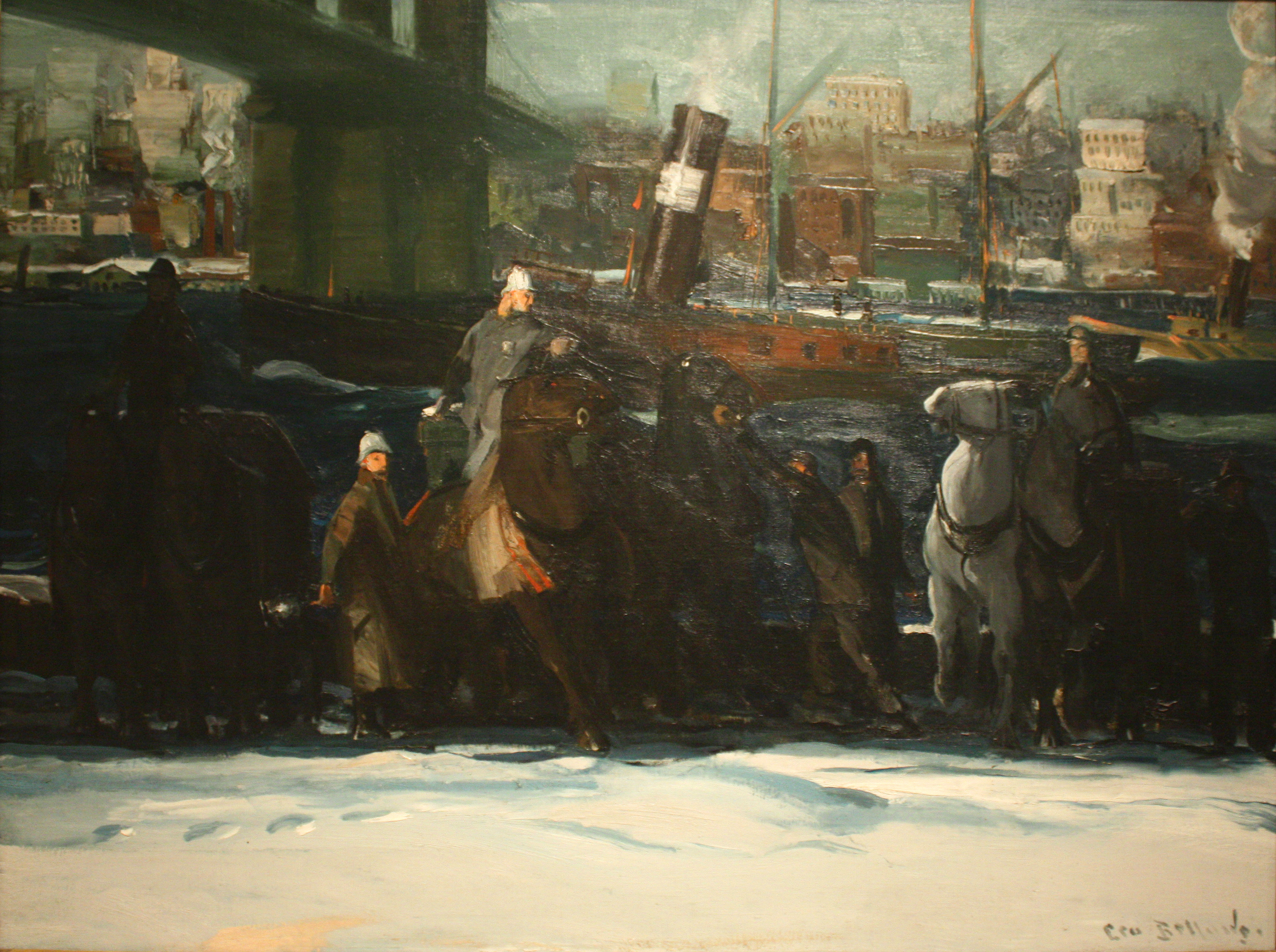
Джордж Беллоуз. Уборщики снега (1911)

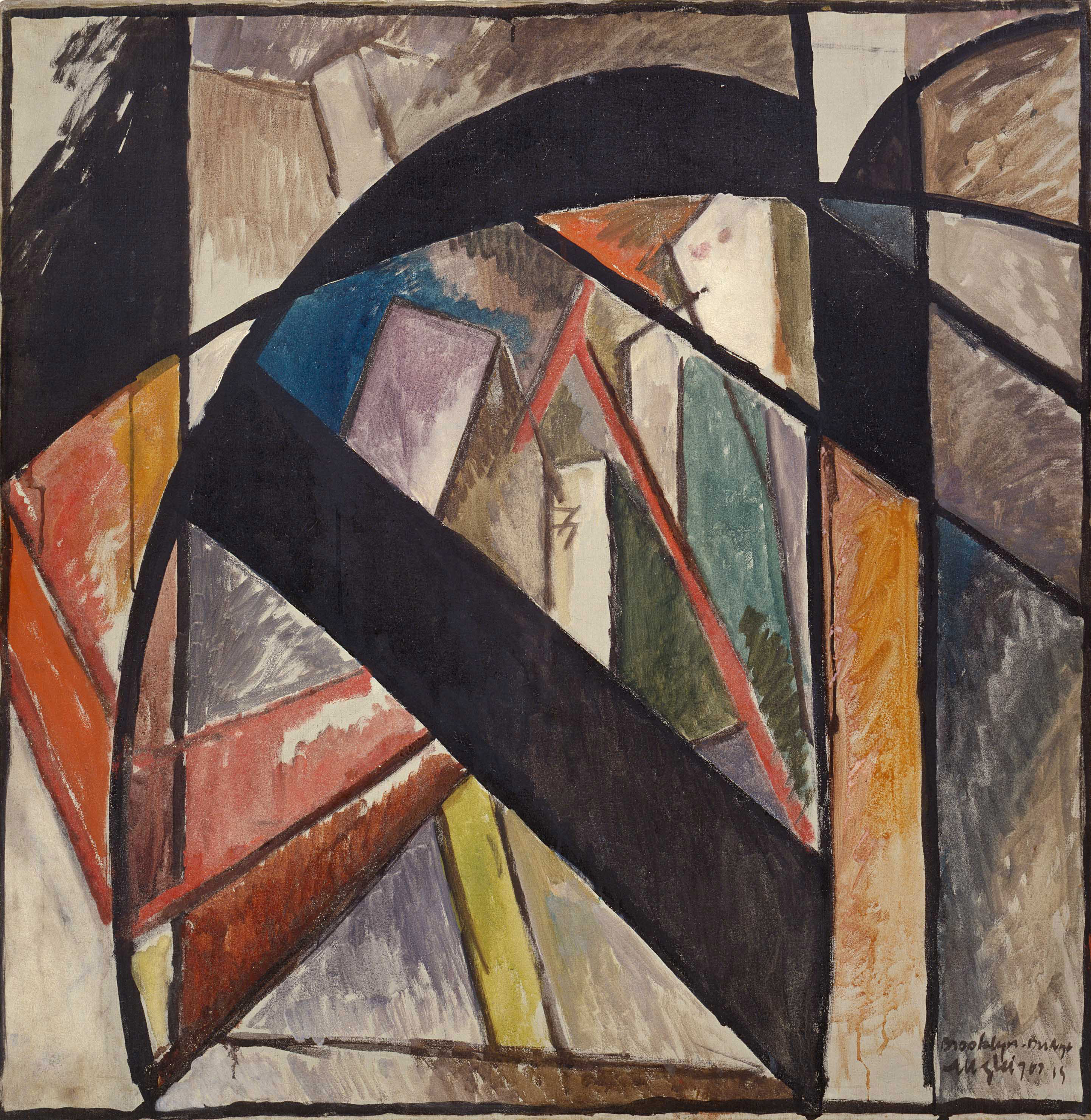
Альбер Глез. Бруклинский мост (1915)

В наиболее ранних работах с изображением Бруклинского моста — таких, как «Нью-Йорк со стороны залива» (New York from the Bay, 1883) Томаса Морана и «Вид Нью-Йоркской бухты» (View of New York Harbor, with Brooklyn Bridge in the Distance, 1883) Уильяма Бейкера — центральное место занимает море с парусниками, яликами и причалами, тогда как сооружение на горизонте символизирует начало новой эпохи. В 1890-е появляются первые монументальные изображения объекта — например, в картинах «Бруклинский мост» (Le Pont du Brooklyn, 1891) Эмиля Ренуфа и «Бруклинский мост» (Brooklyn Bridge, 1895) Уильяма Зоннтага.
Среди импрессионистов наиболее заметный след оставил Чайльд Гассам, создавший несколько заснеженных изображений сооружения. Например, в картине «Бруклинский мост зимой» (Brooklyn Bridge in Winter, 1904) он представил мост, несколько размытый пеленой снегопада. В работах в данном направлении также отметились Джон Твахтман (Below the Brooklyn Bridge, 1888), Эдвард Редфилд (Brooklyn Bridge at Night, 1909), Эрнест Лоусон (Brooklyn Bridge, 1917—1920), Гай Уиггинс (Brooklyn Bridge in Winter, 1920) и другие мастера.
Для художников из «Школы мусорных вёдер» архитектура отходила на второй план, главными были простые люди. В картинах «Ист-Ривер со стороны Бруклина» (East River from Brooklyn, 1902) Уильяма Глакенса, «Уборщики снега» (Snow Dumpers, 1911) и «Сплинтер-Бич» (Splinter Beach, 1916) Джорджа Беллоуза Бруклинский мост выступает фоновым объектом, уступая социальному реализму изображённых на берегах Ист-Ривер трудящихся и местной бедноты.
Десятые и двадцатые годы XX века — расцвет модернизма. Ярким представителем этого движения стал Джон Марин, один из ведущих акварелистов Америки. С 1910 по 1932 год он создаёт одно изображение Бруклинского моста за другим, чаще всего используя ракурс со стороны пешеходной дорожки и видом на одну из башен. Картины мастера полны движения, столкновения масс, борьбы большого и малого, энергии современного города. В триптихе Джеймса Догерти «Большой Нью-Йорк» (Greater New York, 1913) Бруклинский мост — связующее звено между небоскрёбами и электрификацией, кинетической энергией. Свой особый абстрактный взгляд на сооружение показаны в работах Джозефа Стеллы, Макса Вебера и Альбера Глеза.

### В кинематографе
Кинематограф внёс значительный вклад в то, что Бруклинский мост до сих пор считается одним из символов города. Первые ленты с изображением моста появились в 1899 году. Студия Мутоскоп и Байограф сняла панораму Манхэттена, поднявшись на вершину бруклинской опоры. Помимо южной части острова, в кадр попала манхэттенская опора и часть дорожного полотна. Вскоре после этого в свет вышел двухминутный ролик киностудии «Эдисон», озаглавленный «Из нового Бруклина в Нью-Йорк по Бруклинскому мосту» — в нём оператор снимает улицу, находясь в кабине пересекающего мост трамвая. Внешний вид сооружения и прогулку по променаду можно увидеть в снятом в 1921 году документальном фильме Manhatta Чарльза Шилера.
Первым игровым фильмом, в котором показан мост, считается короткометражная лента «Сон любителя гренок с сыром» Эдвина Портера; в ней герой во сне летает над городом. В кино первой половины XX столетия натурные съёмки на фоне сооружения показаны в фильмах «Гонщик» (1928), «Пристани Нью-Йорка» (1928) и «Аплодисменты» (1929). В голливудских фильмах того времени, таких как «Бауэри» (1933) и «Каждый день праздник» (1937), Бруклинский мост, хоть и является местом повествования, но либо показан мельком, либо воссоздан в павильонах киностудии. В фильме «Приключения Тарзана в Нью-Йорке» (1942) съёмки комбинированные — город и сцены с актёрами снимались по отдельности на разных побережьях Америки.
Фрэнк Синатра сыграл главную роль в двух фильмах со сценами на мосту — «Это произошло в Бруклине» (1947) и «Увольнение в город» (1949), — и в обоих на пешеходной дорожке сооружения танцевал и исполнял песни под названием «Бруклинский мост» и «Нью-Йорк, Нью-Йорк». Местом действия Бруклинский мост также выбран в таких разноплановых фильмах, как «Три дня Кондора» (1975), «Выбор Софи» (1982), «Гудзонский ястреб» (1991), «Оливер и компания» (1998), «Продавцы новостей» (1992), «Годзилла» (1998), «Осада» (1998), «Кейт и Лео» (2001), «Зачарованная» (2007), «Секс в большом городе» (2008), «Джон Уик 2» (2017) и множестве других.